# تندیس آزادی
تندیس آزادی (انگلیسی: Statue of Liberty؛ آزادی روشنگر جهان، فرانسوی: La Liberté éclairant le monde) تندیس نئوکلاسیسک غول‌آسا در لیبرتی آیلند، بندر نیویورک واقع در شهر نیویورک است. تندیس مس‌پوشیده، هدیه‌ای از مردم فرانسه به ایالات متحده آمریکا بود و توسط تندیس‌گر فرانسوی فردریک آگوست بارتولدی طراحی شد و چارچوب فلزی آن نیز توسط گوستاو ایفل ساخته شد. تندیس آزادی در ۲۸ اکتبر ۱۸۸۶ وقف شد.
تندیس آزادی، پیکری از یک زن پارچه‌پوشیدهٔ کلاسیک است، که احتمالاً از ایزدبانوی آزادی روم باستان، لیبرتاس الهام گرفته است. زن تندیس آزادی که با حالتی کج‌ایستایی قرار دارد، با دست راستش مشعلی بالای سرش گرفته و در دست چپش یک تابولا آنساتا دارد که روی آن نوشته شده «JULY IV MDCCLXXVI»، یعنی ۴ ژوئیه ۱۷۷۶، که تاریخ اعلامیه استقلال ایالات متحده آمریکا است. او پای چپش را روی غل و زنجیر شکسته گذاشته، که بزرگداشت برانداختگی برده‌داری و پایان جنگ داخلی آمریکا است. پس از وقف، این تندیس به عنوان نمادی از آزادی و ایالات متحده آمریکا شناخته شد و متعاقباً، نمادی برای خوش‌آمدگویی مهاجران از راه دریا نیز شناخته شد.
ایدهٔ ساخت تندیس در سال ۱۸۶۵ مطرح شد، هنگامی که ادوارد دو لابوله، تاریخ‌دان فرانسوی و از جمله مخالفان برده‌داری، پیشنهاد بنایی برای بزرگداشت صدسالگی استقلال آمریکا (۱۸۷۶)، استقامت دموکراسی آمریکایی و آزادی بردگان کشور داد. جنگ فرانسه و پروس روند آن را تا سال ۱۸۷۵ به تأخیر انداخت، زمانی که لابوله پیشنهاد داد مردم فرانسه تهیهٔ سرمایه تندیس را انجام دهند و ایالات متحده مکان تندیس را تعیین کند و پایه‌های آن را ایجاد کند. بارتولدی سر و دست مشعل‌دار تندیس را پیش از طراحی کامل تندیس ایجاد کرد و این تکه‌ها، برای تبلیغات در نمایشگاه‌های بین‌المللی به نمایش گذاشته شد.
دست مشعل‌دار در نمایشگاه سده در فیلادلفیا در سال ۱۸۷۶ و در مدیسون اسکوئر در منهتن از سال ۱۸۷۶ تا ۱۸۸۲ به نمایش گذاشته شد. جمع‌آوری کمک مالی، به‌ویژه برای آمریکایی‌ها دشوار بود و کار بر روی پایهٔ تندیس، تا سال ۱۸۸۵ به دلیل کمبود بودجه مورد تهدید بود. جوزف پولیتزر، ناشر نیویورک وورلد، تلاشی برای کمک‌های مالی و به فرجام رساندن پروژه آغاز کرد که بیش از ۱۲۰٬۰۰۰ مشارکت‌کننده را جذب کرد و بیشتر آنها کمتر از یک دلار (معادل ۳۳ $ در ۲۰۲۲) پرداخت کردند. تندیس در فرانسه ساخته شد، در جعبه‌هایی به آمریکا فرستاده شد و بر روی پایهٔ ساخته‌شده در جزیرهٔ بِدلوی آن زمان، تکه‌های آن گرداورده شد.
تا سال ۱۹۰۱، این تندیس توسط هیئت فانوس دریایی ایالات متحده اداره می‌شد و سپس به وزارت جنگ سپرده شد؛ از سال ۱۹۳۳، نگهداری آن توسط سازمان پارک‌های ملی به عنوان بخشی از بنای ملی تندیس آزادی انجام می‌شود و یکی از جاذبه‌های گردشگری اصلی است. شمار اندکی از بازدیدکنندگان می‌توانند از درون به لبهٔ پایه و قسمت درونی تاج تندیس دسترسی داشته باشند. دسترسی عمومی به مشعل از سال ۱۹۱۶ ممنوع شده است.

## توسعه

### خاستگاه
به گفتهٔ سازمان پارک‌های ملی، ایدهٔ نخستین بنایی هدیه از مردم فرانسه به ایالات متحده آمریکا نخستین بار توسط ادوارد رنه دو لابوله، رئیس جامعهٔ ضد برده‌داری فرانسه و یکی از مهم‌ترین و شناخته‌شده‌ترین اندیشمندان زمان خود، داده شد. ریشهٔ پروژه، به مکالمه‌ای در میانهٔ سال ۱۸۶۵ میان لابوله، مخالف سرسخت بردگی و فردریک آگوست بارتولدی، یک تندیس‌گر ردیابی می‌شود. در مکالمه‌ای پس از شام، لابوله که حامی سرسخت اتحادیه در جنگ داخلی آمریکا بود در خانه‌اش در نزدیکی ورسای، قرار است گفته باشد که: «اگر قرار است بنایی در ایالات متحده به عنوان یادبودی برای استقلال ساخته شود، به نظر من تنها در صورتی طبیعی است که با تلاش مشترک - کار همسان دو ملت - ساخته شود.» با این حال، سازمان پارک‌های ملی، در گزارشی در سال ۲۰۰۰، این را افسانه‌ای دانست که در یک رسالهٔ چاپی جمع‌آوری کمک مالی در سال ۱۸۸۵ ریشه‌یابی شده است و به گمان بسیار، تندیس در سال ۱۸۷۰ ساخته شده است. سازمان پارک‌های ملی، در مقالهٔ دیگری در وبگاه، پیشنهاد می‌کند که لابوله قصد ارج نهادن به پیروزی اتحادیه و پیامدهای آن را داشت، «با پیروزی اتحادیه در جنگ داخلی و لغو برده‌داری، آرزوهای آزادی و دموکراسی لابوله در ایالات متحده به واقعیت پیوست. به منظور ارج نهادن به این دستاوردها، لابوله پیشنهاد داد که از سوی فرانسه هدیه‌ای، برای ایالات متحده ساخته شود. لابوله امید داشت که با بردن توجه‌ها به سوی دستاوردهای تازهٔ آمریکا، الهام‌بخش مردم فرانسه شود تا برای فراخواستن دموکراسی خود، در برابر سلطنت سرکوبگر ایستادگی کنند.»
به گفتهٔ بارتولدی تندیس‌گر که بعداً داستان را بازگو کرد، اظهار نظر ادعایی لابوله یک پیشنهاد نبود، اما الهام‌بخش بارتولدی شد. با توجه به سرشت سرکوبگرانهٔ رژیم ناپلئون سوم، بارتولدی به جز گفتگو با لابوله، اقدامی فوری در رابطه با این ایده انجام نداد. بارتولدی در هر صورت مشغول پروژه‌های احتمالی دیگر بود. وی در سال ۱۸۵۶، برای مطالعهٔ آثار باستانی به مصر سفر کرد. در اواخر دههٔ ۱۸۶۰، او به اسماعیل پاشا، خدیو مصر نزدیک شد و پیشنهاد ساخت پیشرفت یا مصر حامل نور به آسیا را داد که یک فانوس دریایی بزرگ به شکل یک فلاح زن مصری باستانی روپوشیده و در حال نگه داشتن مشعل بود. قرار بود این پروژه در ورودی شمالی کانال سوئز در پورت‌سعید ساخته شود. طرح‌ها و مدل‌هایی از کار پیشنهادی ساخته شد، اگرچه هرگز ساخته نشد. پروژهٔ سابق کلاسیک دیگری در کانال سوئز پیشنهاد شده بود که غول رودس، تندیس باستانی برنزی از ایزد خورشید یونان باستان، هلیوس بود. باور بر این است که بلندی تندیس، بیش از ۱۰۰ فوت (۳۰ متر) بوده است و همانند، در ورودی بندر ایستاده و چراغی را برای راهنمایی کشتی‌ها با خود داشت. خدیو و فردینان دو لیسپس، توسعه‌دهندهٔ کانال سوئز، هر دو به دلیل هزینهٔ آن، مخالف پیشنهاد تندیس بودند. به جای آن، در سال ۱۸۶۹ فانوس دریایی پورت‌سعید توسط فرانسوا کوانیه ساخته شد.
پس از بازگشت از مصر، بارتولدی از تندیسی به اندازه ۷۶ فوت، اثر جووانی جامباتیستا کرسپی، ساخته‌شده با هنر مسگری با پوشش آرماتور آهنین واقع‌شده در دریاچه ماجیوره، ایتالیا بازدید کرد. او همچنین با سازهٔ مشابهِ بنای یادبود ورسینگتوریکس اثر امه میله نیز آشنا بود؛ بازسازی تندیسِ میله در یک قرن بعد، توجه‌ها را به سوی وضعیت بد تندیس آزادی برد. به جای برنز یا سنگ، در ساخت تندیس مس به کار رفت؛ به دلیل هزینه و وزن کمتر و آسانی ترابری.
هر پروژه بزرگی به دلیل جنگ فرانسه و پروس به تعویق افتاد، که در آن بارتولدی به عنوان یکی از اعضای ارشد یک نیروی شبه‌نظامی خدمت می‌کرد. در این جنگ، ناپلئون سوم به اسارت گرفته شد و از سلطنت خلع شد. زادگاه بارتولدی، استان آلزاس در جنگ به پروس باخته شد و در فرانسه یک جمهوری لیبرال‌تر قدرت گرفت. از آنجایی که بارتولدی در حال برنامه‌ریزی سفر به ایالات متحده بود، او و لابوله به این نتیجه رسیدند که زمان برای گفتمان دربارهٔ این ایده با آمریکایی‌های نفوذدار مناسب است. در ژوئن ۱۸۷۱، بارتولدی از اقیانوس اطلس، همراه با نامه‌های معارفه امضاشده توسط لابوله گذر کرد.
هنگامی که بارتولدی به بندر نیویورک رسید، او بر جزیره بدلو (لیبرتی آیلند امروزی) به عنوان مکان ساخت تندیس متمرکز شد، زیرا از این امر که کشتی‌های در راه نیویورک، باید از کنار آن گذر می‌کردند شگفت‌زده شد. وی نیز از اینکه فهمید جزیره تحت مالکیت دولت ایالات متحده است خوشحال شد؛ در سال ۱۸۰۰ جزیره توسط قوه مقننه ایالت نیویورک برای دفاع از بندر با دولت داده شد. به این ترتیب، همان‌طور که او در نامه ای به لابوله بیان کرد: «سرزمینی مشترک برای همه ایالت‌ها است». افزون بر دیدار با اهالی با نفوذ نیویورک، بارتولدی با یولیسز اس. گرانت، رئیس‌جمهور آن زمان آمریکا دیدار داشت که به او تضمین داد به دست آوردن مکان ساخت تندیس دشوار نخواهد بود. بارتولدی دو بار ایالات متحده را با راه‌آهن گذر کرد و با آمریکایی‌های زیادی که به دیدگاه او با پروژه همدل بودند دیدار داشت. اما او همچنان نگران بود که افکار عمومی در هر دو سوی اقیانوس اطلس به اندازهٔ کافی پشتیبان این پیشنهاد نیستند؛ بنابراین او و لابوله تصمیم گرفتند پیش از راه‌اندازی یک کارزار عمومی، منتظر بمانند.

تندیس شیر بلفورت، اثر بارتولدی ساختهٔ سال ۱۸۸۰

بارتولدی نخستین مدل از کانسپت خود را در سال ۱۸۷۰ ساخت. جان لا فارژ، پسر یکی از دوستان بارتولدی، بعداً اظهار داشت بارتولدی نخستین طرح‌های اولیهٔ تندیس را هنگام بازدید از استودیوی لا فارژ در رود آیلند کشیده بود. بارتولدی پس از بازگشت به فرانسه به توسعه این مفهوم ادامه داد. او همچنین بر روی شماری از تندس‌هایی کار کرد که برای توان‌بخشی به میهن‌پرستی فرانسوی پس از شکست از پروسی‌ها طراحی شده بودند. یکی از این‌ها، شیر بلفور بود، تندیسی یادبود کنده‌کاری‌شده در ماسه‌سنگ زیر دژ بلفور که در طول جنگ، سه ماه تحت محاصره پروس بود. شیر سرکش، به طول ۷۳ فوت (۲۲ متر) و بلندی نیمی از آن، ویژگی‌های عاطفی رمانتیسم را نشان می‌دهد که بارتولدی بعداً از آن در طراحی تندیس آزادی استفاده کرد.

### طراحی، سبک و نمادگرایی

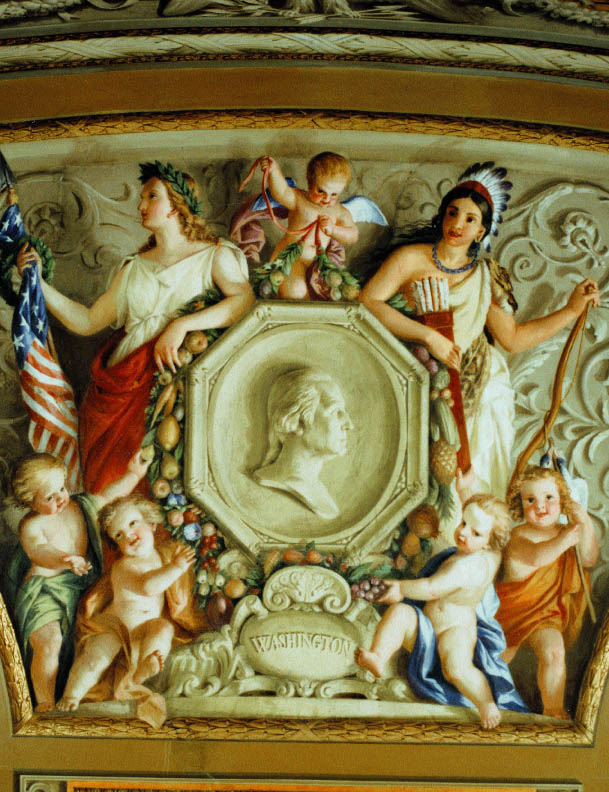
جزئیاتی از یک فرسکو اثر کنستانتینو برومیدی سال ۵۶–۱۸۵۵ در کاخ کنگره آمریکا در واشینگتن، دی.سی. که دو نماد نخستین آمریکا را نشان می‌دهد: کلمبیا (چپ) و شاهدخت سرخ‌پوست

بارتولدی و لابوله در نظر داشتند که چگونه آزادی آمریکایی را به بهترین نحو به تصویر بکشند. در تاریخ اولیهٔ آمریکا، دو شخص زن به‌طور مداوم به عنوان نمادهای فرهنگی کشور به کار می‌رفتند. یکی از این نمادها، شخصیت‌بخشی کلمبیا بود تجسمی از ایالات متحده آمریکا بود، همان‌طور که ماریان با فرانسه و ایزدبانو بریتانیا با کشور هم‌نام خود شناخته می‌شد. شخصیت کلمبیا جایگزین شخصیت‌بخشی کهن اروپایی‌ها از آمریکا به عنوان «شاهدخت سرخ‌پوست» شده بود که برای آمریکایی‌ها نامتمدنانه و تحقیرآمیز تلقی می‌شد. یک نماد زن متشخص دیگر در فرهنگ آمریکایی، تمثالی از آزادی، برگرفته از لیبرتاس، ایزدبانوی آزادی بود که به‌طور گسترده‌ای در روم باستان، به‌ویژه در میان بردگان آزادشده پرستیده می‌شد. در آن زمان، شخصیت‌بخشی آزادی بر بیشتر سکه‌های آمریکایی زینت داده می‌شد. بازنمایی‌هایی از آزادی نیز در هنر مردمی و مدنی حضور داشت؛ برای نمونه می‌توان به تندیس آزادی اثر توماس کرافورد بالای گنبد کاخ کنگره آمریکا اشاره کرد.
طرح تندیس آزادی، نمادگرایی آشکار در تاریخ باستان را تداعی می‌کند؛ از جمله ایزدبانوی مصری ایزیس، خدای یونانی باستان با همین نام، کلمبیا از روم و شمایل‌نگاری مسیحی از مریم.
هنرمندان سده‌های ۱۸ و ۱۹ میلادی که در تلاش برای برانگیختن آرمان‌های جمهوری‌خواهانه بودند، همواره از لیبرتاس به عنوان نماد تمثیلی خود استفاده می‌کردند. شخصیتی از آزادی نیز بر روی مهر بزرگ فرانسه نشان داده شد. با وجود این، بارتولدی و لابوله از نمایش تصویری انقلابی از آزادی، مانند اثر اوژن دولاکروا، آزادی هدایتگر مردم (۱۸۳۰) دوری جستند. در این نقاشی، که بزرگداشت انقلاب ۱۸۳۰ فرانسه بود، شخصیت نیمه‌پوش آزادی، گروهی مسلح را بر روی اجساد کشته‌شدگان هدایت می‌کند. لابوله هیچ‌گونه احساس همدلی با انقلاب نداشت و در نتیجه، تندیس بارتولدی در لباس‌های روان و سیال پوشیده شد. به جای تأثیرگذاری خشونت‌آمیز مانند دولاکروا، بارتولدی قصد داشت به تندیس یک ظاهر صلح‌آمیز بدهد و در دست او یک مشعل قرار داد که نماد پیشرفت به‌شمار می‌رفت. انگشت دوم هر دو پای تندیس از انگشت شست بلندتر است که اشاره به وضعیتی به نام انگشت مورتون یا «انگشت یونانی» دارد، این یکی از اجزای اصلی زیبایی‌شناختی هنر یونان باستان بود و تأثیرات کلاسیک روی مجسمه را بازتاب می‌دهد.
تندیس کرافورد در اوایل دههٔ ۱۸۵۰ طراحی شد. در اصل، قرار بود بر سر تندیس، یک پیلئوس یا «کلاه فریگی» قرار داده شود، که کلاهی ویژهٔ بردگان آزاد شده در روم باستان بود. جفرسون دیویس، وزیر جنگ، از اهالی جنوب که بعداً ریاست‌جمهوری ایالات مؤتلفه آمریکا را بر عهده گرفت، نگران نمادگرایی کلاه پیلئوس در راستای جنبش لغو برده‌داری بود. او دستور داد به جای آن، یک کلاه‌خود قرار داده شود. تندیس دلاکروا، یک پیلئوس بر سر دارد و بارتولدی نیز در نظر داشت یک پیلئوس بر سر تندیس خود قرار دهد. به جای آن، بر سر تندیس یک تاج خورشیدی و هاله نور قرار داد. با انجام این کار، او از اشاره به ماریان، که همیشه پیلئوس بر سر دارد دوری کرد. بسیاری بر این باور بودند که آن‌ها خورشید، هفت دریا و هفت قاره را تداعی می‌کنند، و نشان‌دهنده وسیلهٔ دیگری به جز مشعل هستند که به دست آن، آزادی روشنگر جهان است. اما تحقیقات این را تأیید نکرده است.
مدل‌های اولیه بارتولدی همگی کانسپت مشابهی داشتند: یک شخصیت زن در سبک نوکلاسیک، نمایندهٔ آزادی که استولا و پلا (لباس و شنل رایج در تصویر ایزدبانوان رومی) به تن دارد و مشعل به دست است. با توجه به گزارش‌های رایج، چهرهٔ تندیس از آگوستا شارلوت بیسر بارتولدی، مادر بارتولدی الگوبرداری شده است، اما طبق گفتهٔ رجیس هیوبر، متصدی موزه بارتولدی، این باور و دیگر باورهای مشابه، مبنا و پایه‌ای ندارند. او شخصیت تندیس را با چهره‌ای تند و تلخ و به عنوان شبحی قوی و بدون پیچیدگی طراحی کرد که با توجه به مکان قرارگیری دراماتیک در بندر به خوبی مشخص می‌شد. این به مسافران کشتی‌هایی که وارد خلیج نیویورک می‌شدند اجازه می‌داد تا در حین حرکت به سمت منهتن، چشم‌اندازی در حال تغییر از تندیس را تجربه کنند. او خطوط کلاسیک جسورانه‌ای به آن بخشید و مدل‌سازی ساده‌ای را به کار برد که بازتاب‌دهندهٔ مقیاس بزرگ پروژه و هدف اصلی آن است. بارتولدی دربارهٔ تکنیک نوشت:
سطوح باید پهن و ساده باشند، و با طراحی برجسته و واضح مشخص شوند و در مکان‌های مهم بر آن تأکید شود. از بزرگ‌سازی جزئیات یا تکرار آن باید ترسید. با اغراق فرم‌ها با هدف نمایش آن‌ها با وضوح بیشتر، یا غنی‌سازی آن‌ها با جزئیات، نسبت کار را از بین می‌بریم. در پایان، مدل همانند طراحی، باید شخصیتی خلاصه داشته باشد، همانگونه که یک نفر با یک طراحی سریع انجام می‌دهد. تنها لازم است که این شخصیت محصول اراده و پژوهش باشد و هنرمند، با تمرکز بر دانش خود، فرم و خط را در نهایت سادگی بیابد.

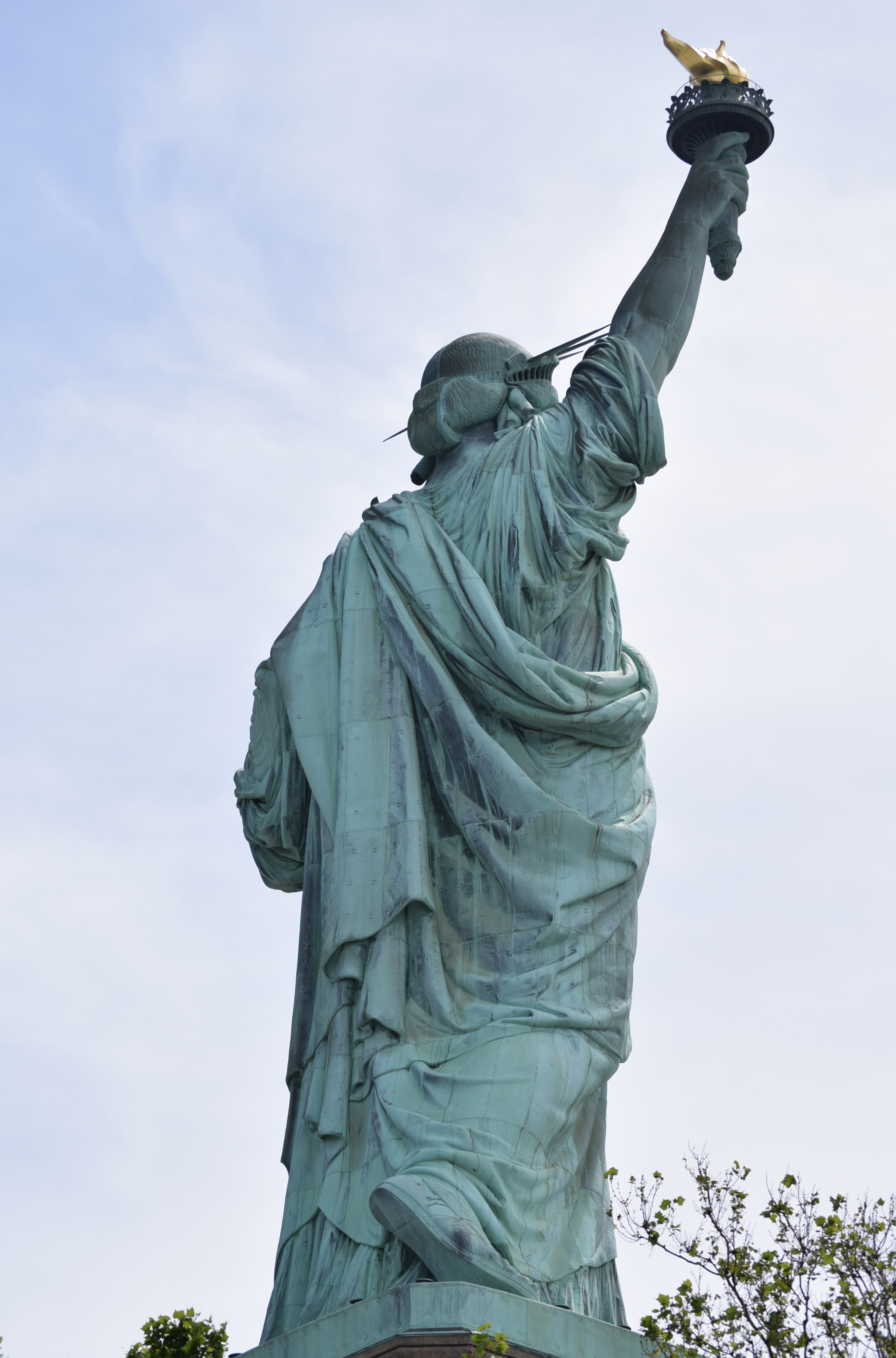
آزادی در ژست کج‌ایستایی، با پای راست برافراشته در میان غل و زنجیر شکسته به تصویر کشیده شده است.

با تکامل پروژه، بارتولدی تغییراتی در آن ایجاد کرد. بارتولدی بر این فکر بود که آزادی، یک زنجیر شکسته در دست داشته باشد اما در نهایت تصمیم گرفت که این کار در دوران پس از جنگ داخلی، تفرقه‌انگیز است. تندیس ساخته‌شده، روی یک زنجیر شکسته‌شده گام بر می‌دارد و توسط لباس‌هایش، نیمه‌پوشیده شده و از زمین به سختی مشاهده‌پذیر است. پای راست او، بلندشده و به سوی عقب است. تندیس همچنین یک ژست کج‌ایستایی دارد که از جلو ثابت ولی از کنار پویا به چشم می‌آید. این، نشان‌دهنده یک پای محکم و حالتی آرام‌تر از دو پا کنار هم است و همچنین یک حس تنش فیزیکی و روانی، بین راه رفتن یا ایستادن ایجاد می‌کند. شکل عمودی و پای کشیده نیز ممکن است به تثبیت تندیس کمک کرده باشد. بارتولدی در ابتدا از اینکه در دست چپ تندیس چه چیزی قرار دهد نامطمئن بود؛ در نهایت یک تابولا آنساتا برای برانگیختن حس قانون قرار داد. هرچند بارتولدی قانون اساسی ایالات متحده آمریکا را تحسین می‌کرد، او تصمیم گرفت بر روی تابولا، تاریخ علامیه استقلال ایالات متحده آمریکا یعنی JULY IV MDCCLXXVI را بنویسد و با این کار، این تاریخ و مفهوم آزادی را با هم پیوند داد.
بارتولدی، علاقهٔ معمار اوژن ویوله-لو-دوک، دوست و آموزگارش را به این پروژه برانگیخت. به عنوان مهندس ارشد، ویوله-لو-دوک پیشنهاد داد یک ستون آجری پرشده با ماسه در تندیس تا باسن با میله‌های آهنی مانند رگه‌های برگ که پوست به آن متصل می‌شود، ساخته شود. پس از مشورت با کارخانه ریخته‌گری فلزها، گگت، گاثیر و کو، ویوله-لو-دوک فلز استفاده‌شده برای پوست و صفحات مسی و نحوه شکل دادن، رپوسه را انتخاب کرد که در آن، صفحات داغ می‌شدند و با چکش‌های چوبی چسبیده می‌شدند. یکی از سودهای این روش، این بود که تندیس با توجه به اندازه‌اش سبک بود، زیرا صفحات ۰٫۰۹۴ اینچ (۲٫۴ میلیمتر) ضخامت داشتند. بارتولدی تصمیم گرفت بلندی تندیس، کمی بیشتر از ۱۵۱ فوت (۴۶ متر) باشد، دو برابر سانکارلونه در ایتالیا و تندیس آلمانی از آرمینیوس که هر دو به این روش ساخته شدند. ویوله-لو-دوک همچنین چین‌های لباس تندیس را نیز طراحی کرد.

### اعلامیه و کارهای اولیه
تا سال ۱۸۷۵، فرانسه با ثبات سیاسی بهبود یافته و اقتصادی در حال بازسازی پس از جنگ مواجه بود. علاقه فزاینده به نمایشگاه سده که قرار بود در فیلادلفیا برگزار شود، لابوله را بر آن داشت تا زمان مناسب برای جلب حمایت عمومی فرا رسیده باشد. در سپتامبر ۱۸۷۵، او پروژه را اعلام کرد و تشکیل اتحادیه فرانسه-آمریکا را به‌عنوان بازوی جمع‌آوری کمک‌های مالی این پروژه معرفی نمود. همراه با این اعلامیه، تندیس نام «آزادی روشنگر جهان» را دریافت کرد.
برخلاف تصور رایجی که هزینه‌های ساخت تندیس توسط دولت ملی فرانسه تأمین می‌شود، مردم فرانسه قرار بود از منابع عمومی هزینه‌های ساخت را تأمین کنند؛ و انتظار می‌رفت که آمریکایی‌ها هزینه پایه را تأمین کنند. اعلام این پروژه واکنش کلی مثبتی در فرانسه به همراه داشت، هرچند بسیاری از فرانسویان به دلیل عدم همکاری ایالات متحده در دوران جنگ فرانسه و پروس احساس دلخوری می‌کردند.
سلطنت‌طلبان فرانسه نیز با این تندیس مخالفت کردند، حتی اگر دلیل خاصی نداشتند؛ تنها به این علت که پیشنهاد آن توسط لابوله لیبرال، که به‌تازگی به‌عنوان یک سناتور مادام‌العمر انتخاب شده بود، مطرح شده بود. لابوله رویدادهایی ترتیب داد که برای افراد ثروتمند و قدرتمند جذابیت داشت، از جمله اجرای ویژه‌ای در اپرای پاریس در ۲۵ آوریل ۱۸۷۶، که در آن یک کانتاتا جدید از آهنگساز شارل گونو به نمایش درآمد؛ این قطعه نیز به نام «آزادی روشنگر جهان» شناخته می‌شد؛ نسخه فرانسوی نام اعلام‌شده تندیس.
اتحادیه در ابتدا تمرکز خود را بر جمع‌آوری کمک‌های مالی از نخبگان داشت، اما به مرور حمایت‌های مالی گسترده‌ای از سراسر جامعه فرانسه جلب شد. دانش‌آموزان و شهروندان عادی در کنار ۱۸۱ شهرداری فرانسوی مشارکت کردند. متحدان سیاسی لابوله نیز از این فراخوان حمایت نمودند، همان‌طور که نوادگان اتحاد فرانسه-آمریکا در جنگ انقلاب آمریکا نیز در گذشته کمک کرده بودند.
کمک‌ها، اگر چه از منظر آرمانی کمتر مطرح بودند، از سوی کسانی تأمین شد که امیدوار بودند ایالات متحده از تلاش فرانسه برای ساخت کانال پاناما نیز حمایت کند. گفته می‌شود مس مورد استفاده ممکن است از منابع متعددی تأمین شده باشد و بخشی از آن از معدنی در ویسنز، نروژ، تأمین شده باشد، گرچه آزمایش نمونه‌ها نتوانسته این موضوع را قطعی کند. طبق گفته کارا ساترلند در کتابش دربارهٔ تندیس برای موزه شهر نیویورک، ۲۰۰٬۰۰۰ پوند (۹۱٬۰۰۰ کیلوگرم) مس برای ساخت تندیس مورد نیاز بود و صنعتگر مس فرانسوی، اوژن سکره‌تان، ۱۲۸٬۰۰۰ پوند (۵۸٬۰۰۰ کیلوگرم) مس اهدا کرد.
اگرچه طرح‌های تندیس هنوز نهایی نشده بود، بارتولدی به سراغ ساخت بازوی راست (که مشعل را حمل می‌کرد) و سر مجسمه رفت. این کار در کارگاه شرکت گاژه، گوتیه و شرکا آغاز شد. در ماه مه ۱۸۷۶، بارتولدی به‌عنوان عضو یک هیئت فرانسوی برای نمایشگاه صدسالگی به ایالات متحده سفر کرد و ترتیبی داد تا یک نقاشی عظیم از تندیس در نیویورک، به‌عنوان بخشی از جشن‌های نمایشگاه، به نمایش گذاشته شود.
بازو تا اوت به فیلادلفیا نرسید؛ به دلیل تأخیر در رسیدن، نام آن در کاتالوگ نمایشگاه درج نشد. اگرچه برخی گزارش‌ها اثر را به‌درستی شناسایی کردند، برخی دیگر آن را «بازوی غول‌آسا» یا «چراغ برقی بارتولدی» نامیدند. محوطه نمایشگاه شامل تعدادی آثار هنری بزرگ بود که برای جلب نظر بازدیدکنندگان با یکدیگر رقابت می‌کردند، از جمله یک چشمه عظیم که توسط بارتولدی طراحی شده بود.
با این حال، بازو در روزهای پایانی نمایشگاه محبوبیت یافت و بازدیدکنندگان برای مشاهده محوطه نمایشگاه از بالکن مشعل بالا می‌رفتند. پس از پایان نمایشگاه، بازو به شهر نیویورک منتقل شد، جایی که برای چندین سال در مدیسون اسکوئر به نمایش درآمد و سپس به فرانسه بازگردانده شد تا به بقیه تندیس بپیوندد.
در دومین سفر خود به ایالات متحده، بارتولدی با گروه‌های مختلف دربارهٔ این پروژه گفتگو کرد و تشکیل کمیته‌های آمریکایی اتحادیه فرانسه-آمریکا را پیشنهاد نمود. کمیته‌هایی جهت جمع‌آوری کمک‌های مالی برای پرداخت هزینه پایه و سکوی تندیس در نیویورک، بوستون و فیلادلفیا تشکیل شدند. گروه نیویورک در نهایت مسئولیت جمع‌آوری کمک‌های مالی آمریکایی را بیشتر بر عهده گرفت و اغلب به‌عنوان «کمیته آمریکایی» شناخته می‌شد. یکی از اعضای این کمیته، تئودور روزولت ۱۹ ساله، فرماندار آینده نیویورک و رئیس‌جمهور ایالات متحده بود.
در ۳ مارس ۱۸۷۷، در آخرین روز کامل دوره ریاست خود، رئیس‌جمهور گرانت قطعنامه مشترکی امضا کرد که به رئیس‌جمهور اجازه می‌داد تندیس را در زمان ارائه از سوی فرانسه بپذیرد و مکانی برای آن انتخاب کند. رئیس‌جمهور رادرفورد بیرچارد هیز، که روز بعد به ریاست رسید، مکان جزیره بیدلو را انتخاب کرد؛ پیشنهاد بارتولدی در این خصوص مطرح شده بود.

### ساخت در فرانسه

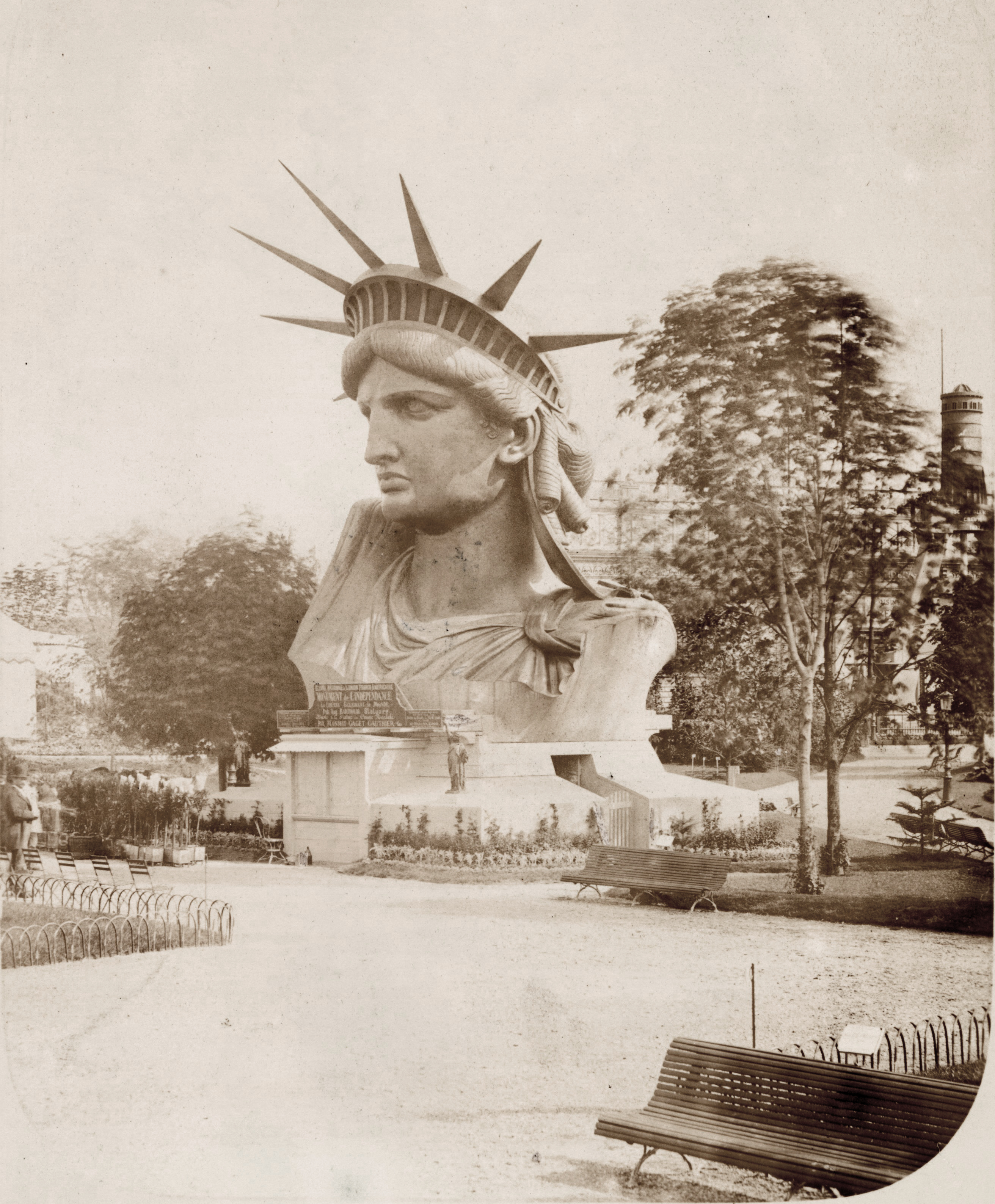
سر تندیس آزادی در حال نمایش در پارکی در پاریس، در جریان نمایشگاه جهانی پاریس، سال ۱۸۷۸

پس از بازگشت به پاریس در سال ۱۸۷۷، فردریک آگوست بارتولدی تمرکز خود را بر تکمیل سر تندیس معطوف نمود که در نمایشگاه جهانی نمایشگاه جهانی پاریس سال ۱۸۷۸ به نمایش درآمد. جمع‌آوری کمک‌های مالی همچنان ادامه داشت؛ از جمله فروش مدل‌های کوچک از تندیس و عرضه بلیت‌هایی برای بازدید از روند ساخت در کارگاه «گَگِت، گوتیه و شرکا».
دولت فرانسه قرعه‌کشی‌ای ترتیب داد که در آن جوایزی نظیر بشقاب‌های نقره‌ای ارزشمند و یک مدل سفالین از تندیس ارائه شد. تا پایان سال ۱۸۷۹، تقریباً ۲۵۰٬۰۰۰ فرانک جمع‌آوری گردید.
سر و بازوی تندیس با کمک اوژن ویوله-لو-دوک ساخته شدند، اما او در سال ۱۸۷۹ بیمار شده و سپس درگذشت، بدون آنکه توضیحی در خصوص انتقال از پوشش مسی به پایه سنگی پیشنهادی خود ارائه کند.
سال بعد، بارتولدی خدمات طراح و سازنده نوآور، گوستاو ایفل، را به دست آورد. ایفل و مهندس سازه‌اش، موریس کوچلن، تصمیم گرفتند از پایه سنگی صرف‌نظر نموده و به جای آن یک برج خرپای آهنی بسازند. ایفل انتخاب کرد که ساختاری کاملاً سخت به کار نبرد، چرا که چنین ساختاری می‌توانست فشارهایی را بر پوشش تندیس وارد کند که نهایتاً منجر به ترک‌خوردگی شود.
برای جبران حرکت جزئی تندیس در بادهای بندر نیویورک و با توجه به انبساط فلز در روزهای گرم تابستان، ایفل ساختار پشتیبانی را به پوشش مسی با استفاده از میله‌های آهنی تخت یا فنرها به‌صورت آزادانه متصل کرد. این اتصال منجر به شبکه‌ای از بندهای فلزی، معروف به «زین‌ها»، گردید که پوشش تندیس را به‌طور محکمی پشتیبانی می‌کرد. در فرآیندی پرزحمت، هر «زین» به‌صورت جداگانه ساخته می‌شد.
برای جلوگیری از خوردگی گالوانیک بین پوشش مسی و ساختار آهنی، ایفل پوشش مسی را با پنبه نسوز آغشته به شلاک عایق کرد.
طراحی ایفل، تندیس را به یکی از نخستین نمونه‌های ساختارهای دیوار پرده‌ای تبدیل کرد؛ در این ساختار، نمای بیرونی عامل تحمل بار نیست، بلکه توسط چارچوب داخلی حمایت می‌شود. او دو پلکان مارپیچ داخلی طراحی کرد تا بازدیدکنندگان بتوانند به‌راحتی به نقطه مشاهده در تاج دسترسی یابند.
دسترسی به سکوی مشاهده‌ای که اطراف مشعل قرار دارد نیز فراهم شده بود، اما به دلیل باریکی بازو، تنها یک نردبان به طول ۴۰ فوت (۱۲ متر) در نظر گرفته شد. به هنگام ساخت برج پایلون، ایفل و بارتولدی هماهنگی دقیقی انجام دادند تا قطعات تکمیل‌شده پوشش دقیقاً بر روی سازه پشتیبان جای‌گیری کنند.
قطعات برج پایلون در کارخانه ایفل در حومه پاریس، یعنی لووالوآ-پره، ساخته شدند.
تغییر ماده ساختاری از سنگ‌کاری به آهن، به بارتولدی اجازه داد تا برنامه‌های خود برای مونتاژ تندیس را تغییر دهد. او در ابتدا انتظار داشت که پوسته را در محل ساخت، همزمان با ساخت پایه سنگی، مونتاژ کند؛ اما تصمیم گرفت تندیس را در فرانسه بسازد و سپس آن را جدا کرده و به ایالات متحده منتقل کند تا در جزیره بدلو دوباره مونتاژ شود.
در اقدامی نمادین، نخستین پرچی که یک صفحه مسی را به انگشت شست پای تندیس متصل می‌کرد، توسط سفیر ایالات متحده در فرانسه، لوی پی. مورتون، نصب شد. با این حال، پوسته به ترتیب دقیق از پایین به بالا ساخته نشد؛ کار روی چندین قطعه به‌صورت هم‌زمان انجام می‌شد که اغلب منجر به سردرگمی بازدیدکنندگان می‌شد. بخشی از کار توسط پیمانکاران انجام شد — یکی از انگشتان مطابق با مشخصات دقیق بارتولدی توسط یک مسگر در شهر مونتوبان، جنوب فرانسه، ساخته شد.
تا سال ۱۸۸۲، تندیس تا کمر تکمیل شد و بارتولدی این رویداد را با دعوت خبرنگاران به صرف ناهار بر روی سکویی که در داخل تندیس ساخته شده بود، جشن گرفت. لابوله در سال ۱۸۸۳ درگذشت و لِسِپس جای او را به‌عنوان رئیس کمیته فرانسوی برعهده گرفت. تندیس تکمیل‌شده در مراسمی در پاریس در ۴ ژوئیه ۱۸۸۴ به‌طور رسمی به سفیر مورتون ارائه شد و پس از آن اعلام گردید که دولت فرانسه با پرداخت هزینه‌های حمل‌ونقل آن به نیویورک موافقت کرده است.
تندیس به‌صورت دست‌نخورده در پاریس باقی ماند تا زمانی که پیشرفت کافی در ساخت پایه آن حاصل شود؛ تا ژانویه ۱۸۸۵، این پیشرفت انجام شده و تندیس برای سفر دریایی جدا و در جعبه بسته‌بندی گردید.

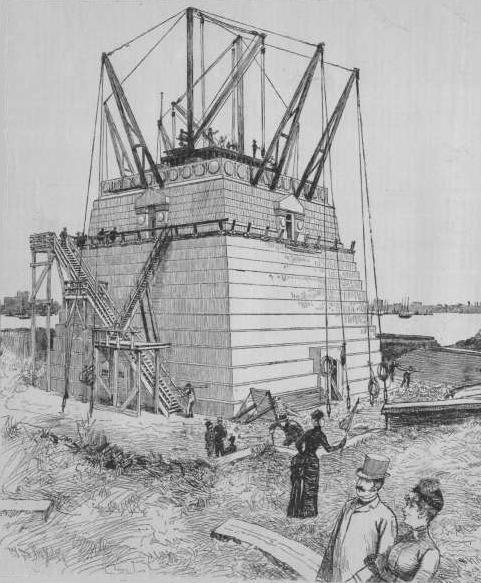
پایه طراحی‌شده توسط ریچارد موریس هانت در حال ساخت در ژوئن ۱۸۸۵

کمیته‌های ایالات متحده در جمع‌آوری بودجه برای ساخت پایه تندیس با مشکلات فراوانی روبرو بودند. وحشت مالی ۱۸۷۳ موجب رکود اقتصادی شد که اکثر دهه را تحت تأثیر قرار داد. پروژه تندیس آزادی تنها پروژه‌ای نبود که در تأمین منابع مالی دچار دشواری می‌شد؛ ساخت ابلیسک که بعدها به بنای یادبود واشینگتن شناخته شد، نیز برای سال‌ها متوقف شده و نهایتاً بیش از سه دهه و نیم به طول انجامید.
انتقادهایی هم به خود تندیس بارتولدی وارد شد و هم به این واقعیت که این هدیه، آمریکایی‌ها را موظف به تأمین هزینه پایه می‌کرد. در سال‌های پس از جنگ داخلی، اکثر آمریکایی‌ها آثار هنری واقع‌گرایانه‌ای را که قهرمانان و رویدادهای تاریخی کشور را به تصویر می‌کشیدند، به آثار تمثیلی مانند تندیس آزادی ترجیح می‌دادند. همچنین باور وجود داشت که پروژه‌های عمومی در آمریکا باید توسط خود آمریکایی‌ها طراحی می‌شد؛ به همین دلیل، انتخاب کاستانتینو برومیدی، متولد ایتالیا، برای تزئین ساختمان کنگره با انتقادهای شدیدی مواجه گردید، حتی با وجود اینکه او شهروند طبیعی‌شده ایالات متحده بود.
هارپرز ویکلی ابراز امیدواری کرد که «آقای بارتولدی و دوستان فرانسوی ما، تمام کار را یکجا انجام می‌دادند و هم تندیس و هم پایه را به ما هدیه می‌دادند.» نیویورک تایمز اظهار داشت که «هیچ میهن‌پرست حقیقی نمی‌تواند هزینه‌ای را برای تندیس‌های برنزی زنان در وضعیت فعلی مالی ما توجیه کند.» در مواجهه با این انتقادها، کمیته‌های آمریکایی برای چندین سال اقدامات محدودی انجام دادند.

#### طراحی

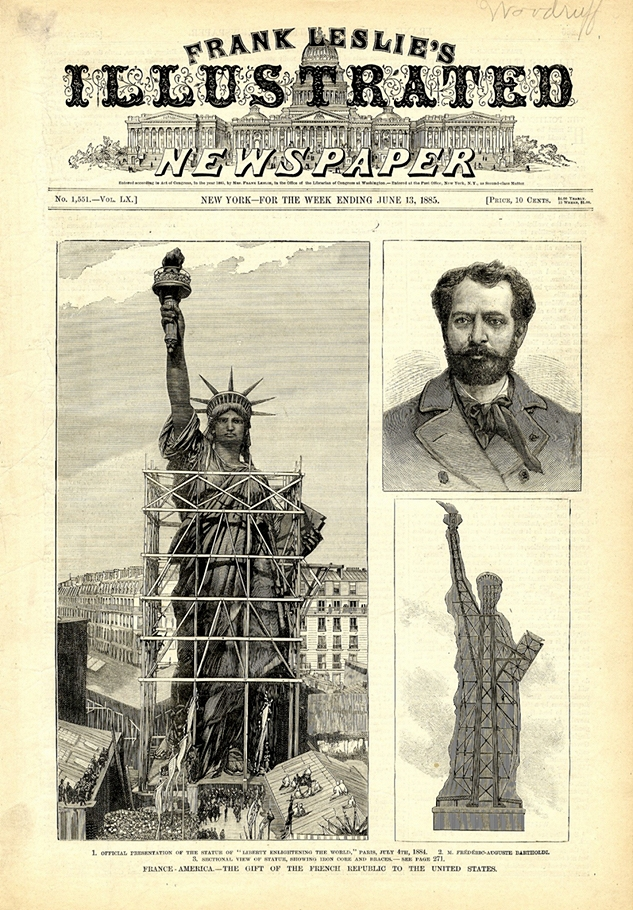
روزنامه مصور فرانک لزلی، ژوئن ۱۸۸۵، نشان‌دهنده (به‌ترتیب ساعت‌گرد از بالا سمت چپ) چاپ چوبی از مجسمه کامل‌شده در پاریس، بارتولدی، و ساختار داخلی مجسمه

پایه مجسمه بارتولدی قرار بود در داخل فورت وود، پایگاه نظامی متروکه‌ای واقع در جزیره بدلو که بین سال‌های ۱۸۰۷ تا ۱۸۱۱ ساخته شده بود، نصب شود. از سال ۱۸۲۳، این پایگاه به ندرت مورد استفاده قرار می‌گرفت، اگرچه در طول جنگ داخلی به‌عنوان مرکز جذب نیرو خدمت کرده بود. استحکامات این سازه به‌شکل یک ستاره یازده‌نقطه‌ای طراحی شده بودند. پایه و سکوی مجسمه به گونه‌ای تنظیم شدند که رو به جنوب‌شرقی باشند و کشتی‌هایی که از اقیانوس اطلس وارد بندر می‌شدند را خوشامد بگویند.
در سال ۱۸۸۱، کمیته نیویورک ریچارد موریس هانت را برای طراحی سکوی مجسمه مأمور کرد. طی چند ماه، هانت یک طرح دقیق ارائه داد و اعلام کرد که ساخت آن حدوداً نه ماه زمان خواهد برد. او سکویی به ارتفاع ۱۱۴ فوت (۳۵ متر) پیشنهاد داد؛ اما به دلیل مشکلات مالی، کمیته آن را به ۸۹ فوت (۲۷ متر) کاهش داد.
طراحی سکوی هانت شامل عناصر معماری کلاسیک از جمله درگاه‌های دوریک و همچنین برخی عناصر متأثر از معماری آزتک است. حجم بزرگ این ساختار با جزئیات شکسته شدهٔ معماری، توجه بیننده را به مجسمه جلب می‌کند. از نظر شکل، این سکو یک هرم کوتاه است که در پایه دارای ابعاد ۶۲ فوت (۱۹ متر) مربع و در بالای آن دارای ابعاد ۳۹٫۴ فوت (۱۲٫۰ متر) مربع می‌باشد. چهار طرف آن ظاهری یکسان دارند. بالای درهای هر طرف، ده دیسک قرار داده شده است که بارتولدی پیشنهاد داده بود حاوی نشان‌های ایالت‌ها (بین سال‌های ۱۸۷۶ تا ۱۸۸۹، که ۳۸ ایالت بودند) باشد؛ هرچند این طرح به سرانجام نرسید. بالاتر از آن، در هر طرف یک بالکن تعبیه شده است که توسط ستون‌ها قاب شده است. بارتولدی یک سکوی مشاهده در نزدیکی بالای سکو قرار داد تا از آن مجسمه به‌صعود بپردازد. به گفته لوییس آچینکلاس، این سکو «به‌طور ناهموار قدرت یک اروپای باستانی را به تصویر می‌کشد که بر آن مجسمه آزادی به‌عنوان چهره غالب برجسته می‌شود». کمیته، ژنرال سابق ارتش چارلز پومروی استون را برای نظارت بر روند ساخت و ساز استخدام کرد. ساخت پایه (۱۵-فوت-deep (۴٫۶-متر)) در سال ۱۸۸۳ آغاز شد و سنگ بنای سکو در سال ۱۸۸۴ گذاشته شد. در طراحی اولیه هانت، قرار بود سکو از گرانیت جامد ساخته شود؛ اما نگرانی‌های مالی وی را مجبور به بازبینی طرح نمود. طراحی نهایی شامل دیوارهای بتنی ریخته‌شده به ضخامت ۲۰ فوت (۶٫۱ متر) بود که با بلوک‌های گرانیتی پوشیده شده بودند. این گرانیت از معادن بیاتی در برنفورد، کنتیکت تأمین شد. این توده بتنی، بزرگ‌ترین بتن‌ریزی شده در آن زمان به‌شمار می‌آمد.
جوآخیم گوشتن گیاور، مهندس عمران نروژی مهاجر، طراحی چارچوب سازه مجسمه آزادی را بر عهده گرفت. کار او شامل محاسبات طراحی، تهیه نقشه‌های دقیق ساخت و ساز و نظارت بر جریان اجرای پروژه بود. گیاور در طراحی چارچوب، از نقشه‌ها و طرح‌های تهیه‌شده توسط گوستاو ایفل بهره برد.
جمع‌آوری کمک‌های مالی برای پایه مجسمه در ایالات متحده از سال ۱۸۸۲ آغاز شده بود. کمیته مربوطه تعداد زیادی رویداد جذب سرمایه را سازماندهی کرد. به عنوان بخشی از یکی از این تلاش‌ها، در حراج آثار هنری و دست‌نوشته‌ها، از شاعر اما لاذاروس درخواست شد تا یک اثر اصلی اهدا کند. او در ابتدا امتناع کرد و اظهار داشت که قادر به نوشتن شعری دربارهٔ یک مجسمه نیست. در آن زمان، او نیز در کمک به پناهندگانی که از هجومات ضدیهودی در اروپای شرقی فرار کرده و به نیویورک پناه برده بودند، دخیل بود. این پناهندگان مجبور به زندگی در شرایطی شدند که لاذاروس ثروتمند هرگز تجربه نکرده بود. او راهی یافت تا همدردی خود را نسبت به این پناهندگان به‌وسیله مجسمه ابراز کند.

#### جمع‌آوری کمک‌های مالی
سونتی که حاصل شد، سونت با عنوان «کولوس جدید»، شامل ابیاتی مانند «از من خسته‌هایتان را بدهید، از من فقیرانتان را بدهید / توده‌های فشرده‌ای که آرزوی تنفس آزاد دارند»، به‌طور منحصر به فرد با مجسمه آزادی در فرهنگ آمریکایی شناخته می‌شود و بر روی پلاکی در موزه آن حک شده است. شعر لاذاروس، کولوس کلاسیک رودس را به عنوان نمادی هولناک، در مقابل «کولوس آمریکایی» نو که به عنوان مناره‌ای برای رهگسلان و ناامیدان تلقی می‌شود، قرار می‌دهد.

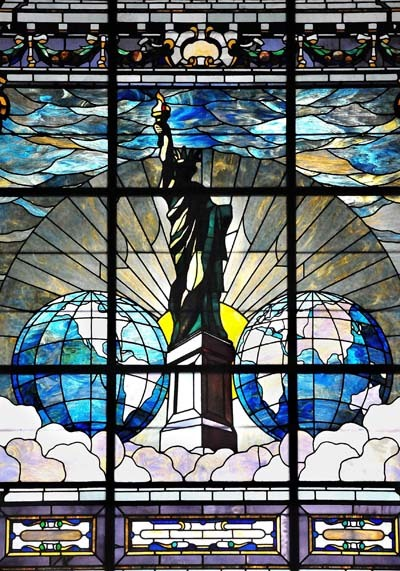
آزادی که جهان را روشن می‌کند، یا مجسمه آزادی, پنجره‌ای شیشه‌ای رنگی که توسط جوزف پولیتزر برای بزرگداشت روند جمع‌آوری کمک‌های مالی جهت ساخت پایه سفارش داده شده بود. این اثر در ابتدا در ساختمان نیویورک ورلد نصب شد و در حال حاضر در سالن پولیتزر در دانشگاه کلمبیا قرار دارد.

با تمام این تلاش‌ها، جمع‌آوری کمک‌های مالی به کندی پیش می‌رفت. گروور کلیولند، فرماندار نیویورک، در سال ۱۸۸۴ لایحه‌ای برای تخصیص ۵۰٬۰۰۰ دلار جهت پروژه مجسمه را ویتو کرد. تلاشی در سال بعد جهت دریافت ۱۰۰٬۰۰۰ دلار از سوی کنگره، مبلغی که برای تکمیل پروژه کافی بود، نیز به شکست انجامید. کمیته نیویورکی، که تنها ۳٬۰۰۰ دلار در موجودی داشت، کار ساخت پایه را متوقف کرد. با به خطر افتادن پروژه، گروه‌هایی از شهرهای دیگر آمریکا، از جمله بوستون و فیلادلفیا، پیشنهاد کردند هزینه کامل برپا نمودن مجسمه را در ازای انتقال آن بپردازند.
جوزف پولیتزر، منتشرکننده روزنامه نیویورک ورلد، کمپینی با هدف جمع‌آوری ۱۰۰٬۰۰۰ دلار آغاز کرد (معادل ۳٬۲۵۷٬۰۰۰ $ در ۲۰۲۲). پولیتزر قول داد نام هر کمک‌کننده را، حتی آنهایی که مبلغ اهدا شده ناچیز بود، منتشر کند. این کمپین تخیل ساکنان نیویورک را مجذوب خود کرد، به‌ویژه زمانی که پولیتزر شروع به انتشار یادداشت‌هایی از کمک‌کنندگان نمود. «دختری جوان و تنها در جهان»، ۶۰ سنت اهدا کرد—نتیجهٔ خودگذشتگی او. یکی از اهداکنندگان، «پنج سنت به عنوان ذره‌ای از کمک یک پسر کارمند فقیر»، به صندوق پایه اهدا کرد. گروهی از کودکان یک دلار اهدا کردند به‌عنوان «پولی که برای رفتن به سیرک پس‌انداز کرده‌ایم.» یک دلار دیگر نیز توسط «یک زن تنها و بسیار مسن» اهدا شد. ساکنان خانه‌ای برای معتادان الکل در شهر رقیب نیویورک، یعنی بروکلین — که این دو شهر تا سال ۱۸۹۸ ادغام نشدند —، ۱۵ دلار اهدا کردند؛ سایر افراد مصرف‌کننده نیز از طریق صندوق‌های اهدایی در بارها و سالن‌ها مشارکت داشتند. یک کلاس کودکستان در داپورت، آیووا، هدیه‌ای به ارزش ۱٫۳۵ دلار به ورلد ارسال کرد. با رونق اهداها، کمیته به کار ساخت پایه از سر گرفت.
فرانسه حدود ۲۵۰٬۰۰۰ دلار جهت ساخت مجسمه جمع‌آوری کرد، در حالی که ایالات متحده مجبور بود تا ۳۰۰٬۰۰۰ دلار جهت ساخت پایه تأمین کند.

### اهداء

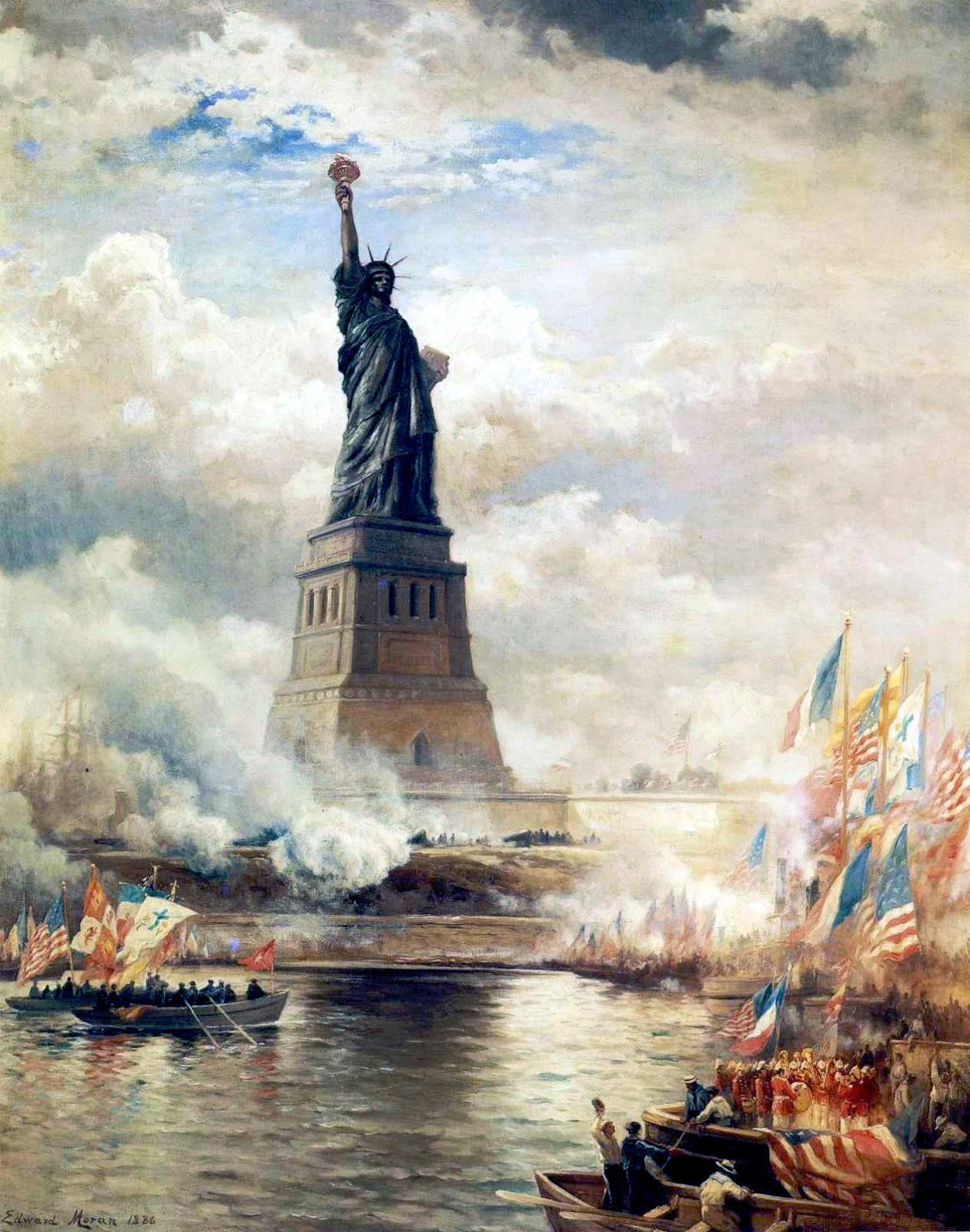
رونمایی از مجسمه آزادی که جهان را منور می‌کند (۱۸۸۶) اثر ادوارد موران. روغن روی بوم. مجموعهٔ کلارنس دیویس، موزه شهر نیویورک.

مراسم اهدای تندیس در بعد از ظهر روز ۲۸ اکتبر ۱۸۸۶ برگزار شد. رئیس‌جمهور گروور کلیولند، فرماندار سابق نیویورک، ریاست این مراسم را بر عهده داشت. صبح روز اهداء، رژه‌ای در شهر نیویورک برگزار شد. تخمین‌ها از تعداد حضار، که به تماشا آمده بودند، از چند صد هزار نفر تا یک میلیون نفر متغیر بود. رئیس‌جمهور کلیولند هدایت راهپیمایی را بر عهده داشت، سپس در جایگاه ایستاد تا رژهٔ گروه‌های موسیقی و راهپیمایان را از سراسر آمریکا ببیند. ژنرال استون فرماندهٔ ارشد رژه بود. مسیر از مدیسون اسکوئر که زمانی محل برگزاری بازو بود شروع شد و از طریق خیابان پنجم و برادوی به سمت پارک بتری در انتهای جنوبی منهتن پیش رفت. مسیر کمی منحرف شد تا رژه بتواند از مقابل ساختمان جهانی در پارک رو عبور کند. همان‌طور که رژه از جانب بورس نیویورک عبور می‌کرد، معامله گران نوارهای معاملاتی را از پنجره‌ها بیرون می‌پاشیدند و سنت نوار ریزان رژه نیویورک را بنا نهادند.
رژه دریایی در ساعت ۱۲:۴۵ بعد از ظهر آغاز شد و رئیس‌جمهور کلیولند سوار بر یک قایق تفریحی، از طریق بندر به جزیره بدلو، منتقل شد. لسپس اولین سخنرانی را به نمایندگی از کمیته فرانسوی و سپس رئیس کمیتهٔ نیویورک، سناتور ویلیام ام. اورتس، ایراد کرد. قرار بود پرچم فرانسه که بر روی صورت مجسمه کشیده شده بود پایین بیاید تا تندیس در پایان سخنرانی اورتس رونمایی شود، اما بارتولدی مکث را به عنوان نتیجه اشتباه گرفت و اجازه داد پرچم زودتر از موعد برچیده شود. تشویق‌های متعاقب آن به خطابهٔ اورتس پایان داد. رئیس‌جمهور کلیولند در ادامه صحبت کرد و اظهار داشت که «تشعشع نور [تندیس]، تاریکی جهل و ظلمات انسانی را تا زمانی که آزادی جهان را منور کند» خواهد شکافت. بارتولدی، که در نزدیکی جایگاه بود، برای صحبت فراخوانده شد؛ اما او نپذیرفت. سخنور چانسی دپیو سخنرانی را با یک خطابهٔ طولانی به پایان رساند.
مراسم به‌طور کامل به بزرگان و خواص اختصاص داشت و هیچ عضوی از عامهٔ مردم اجازه حضور در جزیره را نداشتند. تنها زنانی که به آن‌ها اجازه حضور داده شد، همسر بارتولدی و نوهٔ لسپس بودند. مقامات گفته بودند که می‌ترسند زنان زیر دست و پای حضار له شوند. این محدودیت طرفداران حق رأی زنان را برمی‌آشفت و آنان سعی کردند با یک قایق اجاره‌ای تا آنجا که می‌توانستند به جزیره نزدیک شوند. رهبران این گروه سخنرانی‌هایی داشتند که تجسم آزادی به صورت یک زن را تحسین می‌کردند و از حق رای زنان دفاع می‌کردند. به دلیل آب و هوای بد، برنامه‌ریزی آتش بازی تا یکم نوامبر به تعویق افتاد. 
اندکی پس از مراسم اهداء، روزنامه آمریکایی-آفریقایی کلیولند گازت، پیشنهاد کرد که مشعل مجسمه تا زمانی که ایالات متحده «بالواقع» به یک کشور آزاد تبدیل نشده، روشن نشود:
«آزادی جهان را روشن می‌کند»، واقعاً! این تعبیر حال ما را بهم می‌زند. این دولت مضحک لاوه می‌کند. نمی‌تواند یا بهتر است بگوییم نمی‌خواهد از شهروندان خود در داخل مرزهایش محافظت کند. مجسمه بارتولدی، با مشعل و همهٔ بند و بساطش را به اقیانوس بریزید تا زمانی که «آزادی» این کشور به گونه‌ای شود که این امکان برای یک مرد رنگین‌پوست محترم و زحمت‌کش فراهم آید که بتواند زندگی آبرومندانه‌ای را برای خود و خانواده‌اش به دست آورد، بدون این خطری تهدیدش کند که دختر و همسرش در معرض خشم کو کلاکس کلن کشته شوند و دارایی‌اش ویران شود. ایده «آزادی» این کشور که بتواند «جهان را منور کند»، حتی تا پاتاگونیا را، نهایت مضحک است.

## تاریخچه
این تندیس در جزیره آزادی در بندر نیویورک نصب شده (منطقهٔ منهتن) و به صورت نمادی برای خوش‌آمدگویی به مسافرانی که از راه دریا به نیویورک می‌آیند درآمده است. این مجسمه که با رویه‌ای از مس پوشش یافته، در سال ۱۸۸۶ به مناسبت صدمین سال استقلال آمریکا از بریتانیا و به عنوان نمادی از دوستی فرانسه و آمریکا به این کشور اهدا شده است.
ساخت تندیس آزادی با ۴۶ متر ارتفاع، توسط مهندس فرانسوی، «فردریک آوگوست بارتولدی»، در ۱۸۷۵ آغاز شد و در ۱۸۸۴ به پایان رسید.
این تندیس به صورت ۳۵۰ قطعه مجزا به آمریکا فرستاده شد و در بندر نیویورک، کنار رود هادسون در جنوب منهتن جای گرفت.
طرح تندیس را فردریک آگوست بارتولدی، مجسمه‌ساز فرانسوی و سازه درونی آن را گوستاو ایفل، مهندس فرانسوی برج ایفل، طراحی کرده‌اند. اوژن ویوله لودوک نوع مسی را که برای پوشش تندیس به کار رفته انتخاب کرده است.
مجسمه به شکل شخصیت لیبرتاس، از اساطیر رومی، زنی ایستاده است در حال گام برداشتن، که دور سرش را هفت اشعه نورانی فراگرفته است. او با دست چپ خود یک لوح سنگی را نگه داشته و با دست راست خود مشعلی فروزان را بالای سر خود نگه داشته است. روی لوح سنگی با شماره‌های رومی نوشته شده JULY IV MDCCLXXVI که نشانگر ۴ ژوئیه ۱۷۷۶ و تاریخ استقلال آمریکا است.
امروزه تندیس آزادی یکی از نمادهای مشهور کشور آمریکا است. قبل از همگانی شدن سفرهای هوایی، تندیس آزادی اولین نشانی از آمریکا بود که مسافران کشتی‌ها هنگام نزدیک شدن به سواحل آمریکا مشاهده می‌کردند.
این تندیس در سال ۱۹۲۴ به صورت یک بنای یادبود ملی درآمد. ادارهٔ خدمات پارک‌های ملی در وزارت کشور آمریکا نیز مسئول نگهداری از این بنای یادبود است.
از نظر شمایل ظاهری، طراحی این مجسمه به تندیس باستانی غول رودس و مجسمهٔ کارلو بوروموئه کشیش ایتالیایی شباهت‌هایی دارد.
این مکان یک میراث جهانی یونسکو در آمریکا می‌باشد.
در سال ۱۹۰۳ شعری از اما لازاروس به نام «غول جدید» بر روی پلاکی برنزی حک شده و داخل طبقه هم‌کف پایه تندیس آزادی نصب شد.

جشن تولد ۱۲۵ سالگی مجسمهٔ آزادی در ماه اکتبر ۲۰۱۱ با آتش بازی و برنامه‌های سرگرم‌کننده مختلف برگزار شد. با ظهور علائم کهولت سن در سر و پیکر مجسمهٔ آزادی، پیکره بانویی ایستاده در آب‌های جاری رودخانه «هادسن» در نیویورک، درهای ورود به داخل این نماد آزادی برای یک سال بر روی جهانگردان و دیدارکنندگان بسته شد تا تعمیرات اساسی بر روی آن انجام شود.

## دسترسی و ویژگی‌ها

### موقعیت و دسترسی

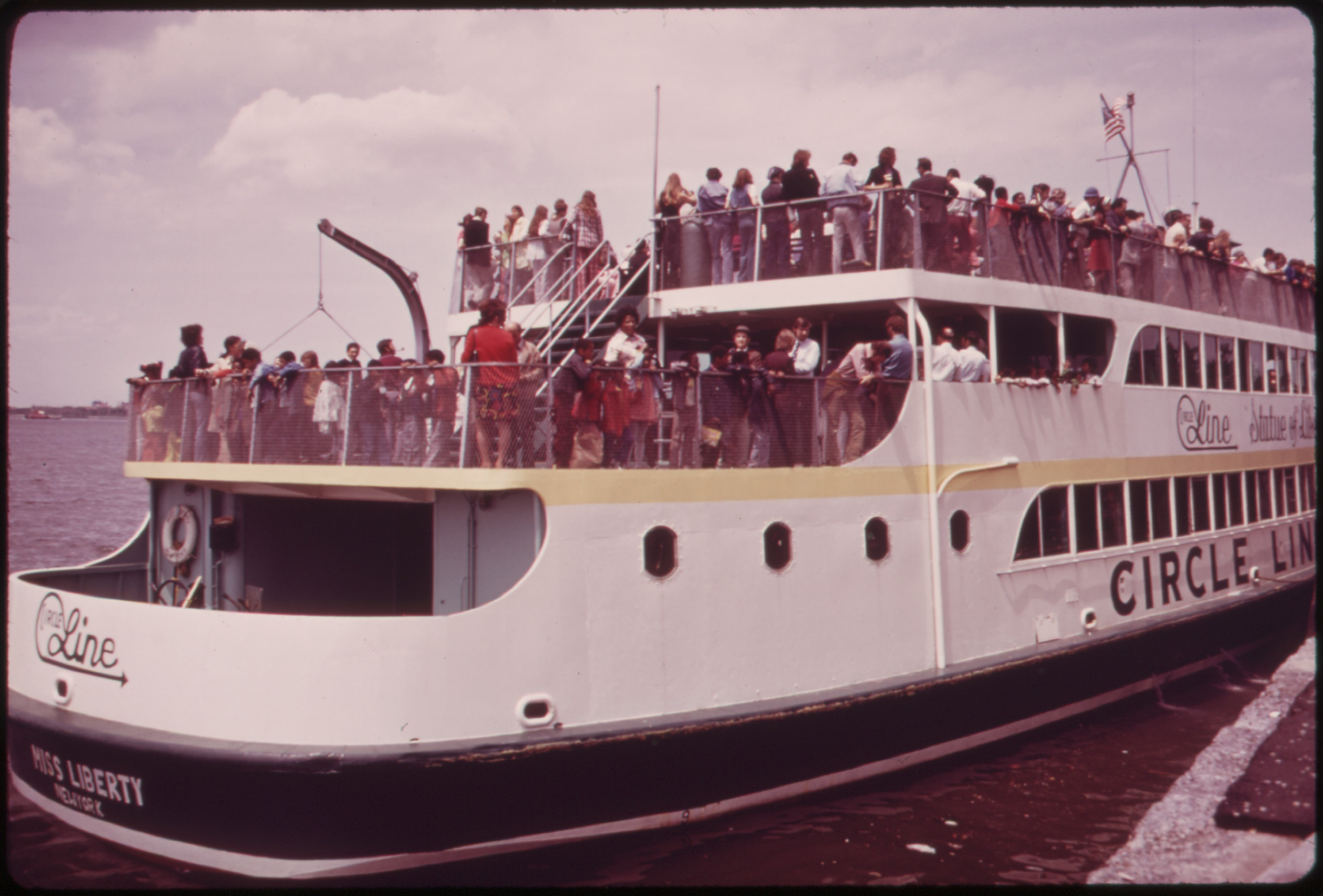
گردشگران سوار بر کشتی Circle Line هنگام ورود به لیبرتی آیلند، ژوئن ۱۹۷۳

مجسمه در بندر نیویورک و در لیبرتی آیلند، در جنوب جزیره الیس، قرار دارد که به‌همراه هم یادبود ملی مجسمه آزادی را تشکیل می‌دهند. هر دو جزیره در سال ۱۸۰۰ توسط نیویورک به دولت فدرال واگذار شدند. طبق فهرست قراردادهای میان‌ایالتی آمریکا در سال ۱۸۳۴ که مرز ایالتی را در میانه خلیج تعیین کرد، جزایر اصلی همچنان بخشی از قلمرو نیویورک محسوب می‌شوند، هرچند در سمت نیوجرسی از خط مرزی ایالتی قرار دارند. لیبرتی آیلند یکی از جزایری است که در محدوده بخش‌های شهر نیویورک، در منهتن نیویورک قرار دارد. زمینی که از طریق آبادسازی سرزمین به مساحت اصلی ۲٫۳-جریب-فرنگی (۰٫۹۳-هکتار) جزیره الیس اضافه شده، جزئی از قلمرو نیوجرسی محسوب می‌شود.
ورود به یادبود ملی رایگان است، اما برای استفاده از خدمات کشتی که تمامی بازدیدکنندگان ملزم به استفاده از آن هستند، هزینه‌ای دریافت می‌شود، زیرا قایق‌های شخصی مجاز به پهلوگیری در جزیره نیستند. در سال ۲۰۰۷ امتیاز بهره‌برداری از خدمات حمل‌ونقل و فروش بلیت به Statue Cruises واگذار شد که جایگزین سیرکل لاین شد، شرکتی که از سال ۱۹۵۳ این خدمات را ارائه می‌کرد. کشتی‌ها از پارک ایالتی لیبرتی در جرزی سیتی و پارک بتری در منهتن جنوبی حرکت می‌کنند و هنگام باز بودن جزیره الیس، در آنجا نیز توقف دارند، بنابراین امکان بازدید ترکیبی فراهم است. تمام مسافران کشتی پیش از سوار شدن، مشابه مراحل امنیتی فرودگاهی، مورد بررسی امنیتی قرار می‌گیرند.
بازدیدکنندگانی که قصد ورود به پایه و سکوی مجسمه را دارند، باید هنگام خرید بلیت کشتی، مجوز ورود به سکو را با پرداخت هزینه‌ای جزئی تهیه کنند. افرادی که مایل به صعود از پلکان داخلی مجسمه تا تاج آن هستند، باید بلیت ویژه‌ای تهیه کنند که از پارک بتری یا لیبرتی استیت پارک صادر می‌شود و امکان رزرو آن تا پنج ماه زودتر برای گروه‌هایی حداکثر چهار نفره وجود دارد. روزانه حدود ۴۲۵ نفر می‌توانند بلیت ترکیبی کشتی، سکو و تاج را خریداری کنند.
بازدیدکنندگان مجازند تنها دارو، بطری‌های پلاستیکی آب، تلفن همراه و دوربین به همراه داشته باشند—برای سایر وسایل، کمدهای امانات در نظر گرفته شده است—و باید یک مرحله بررسی امنیتی دیگر را طی کنند. بالکن اطراف مشعل پس از انفجار بلک تام در سال ۱۹۱۶ برای بازدید عموم بسته شد. بااین‌حال، این بالکن از طریق وب‌بین به‌صورت زنده قابل مشاهده است.

### کتیبه‌ها، پلاک‌ها و تقدیم‌نامه‌ها

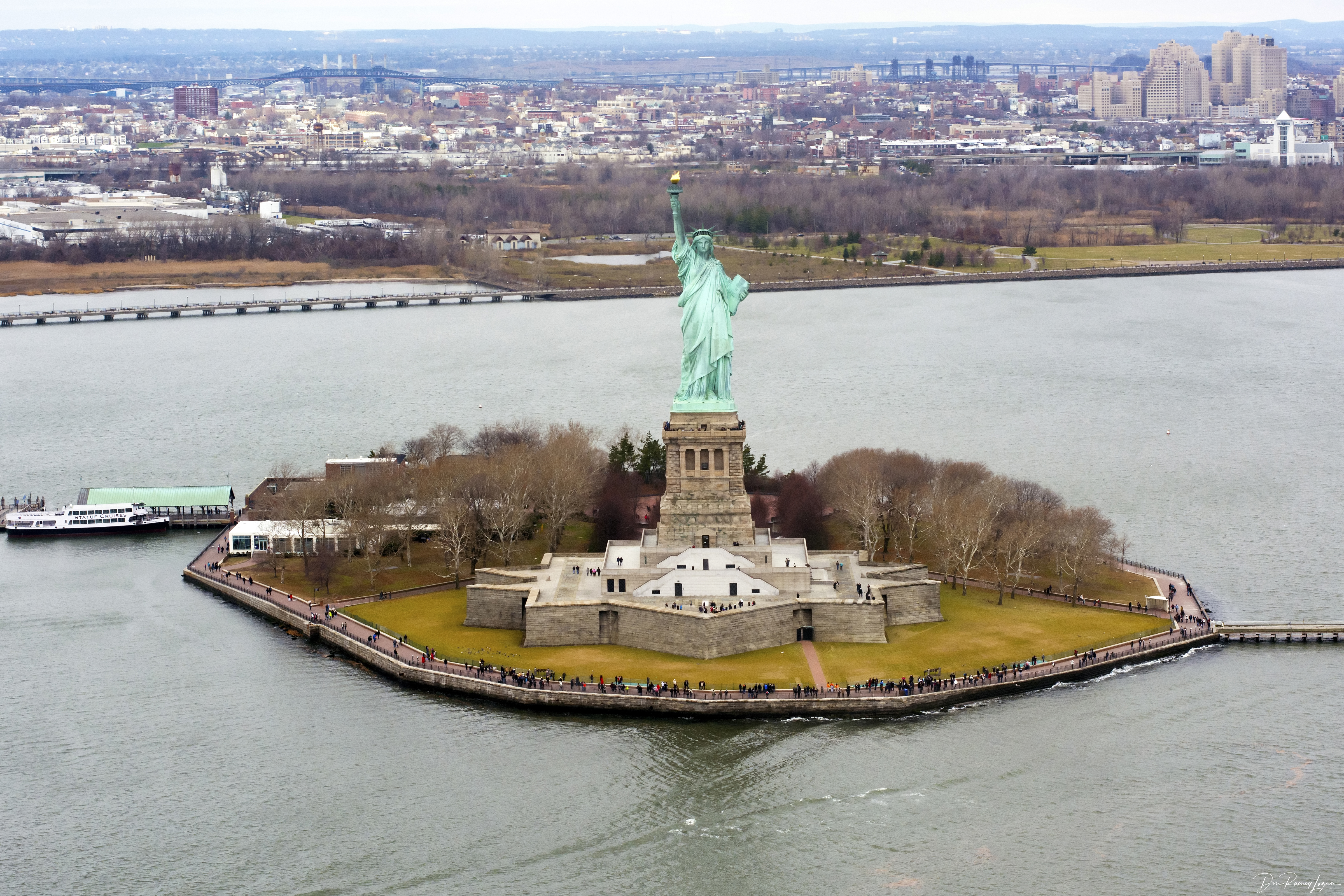
مجسمه آزادی در لیبرتی آیلند قرار دارد.

چندین پلاک و لوح یادبود بر روی یا در نزدیکی مجسمه آزادی نصب شده‌اند:
- پلاکی بر روی مس درست در زیر پیکره، در بخش جلویی، اعلام می‌کند که این مجسمه‌ای غول‌پیکر است که نمایانگر آزادی بوده و توسط بارتولدی طراحی شده و توسط شرکت فرانسوی گاجه، گوتیه و شرکا (Gaget, Gauthier et Cie) ساخته شده است (Cie معادل فرانسوی Co. در انگلیسی است).[۱۳۲]
- لوحی که نام بارتولدی را نیز دارد، نشان می‌دهد که این مجسمه هدیه‌ای از سوی مردم جمهوری فرانسه است که به افتخار «اتحاد دو ملت در دستیابی به استقلال ایالات متحده آمریکا و تأیید دوستی پایدار آنها» اهدا شده است.[۱۳۲]
- لوحی که توسط کمیته آمریکایی نصب شده، کمک‌های مالی جمع‌آوری‌شده برای ساخت پایه را گرامی می‌دارد.[۱۳۲]
- سنگ بنا دارای پلاکی است که توسط فراماسونری نصب شده است.[۱۳۲]
- در سال ۱۹۰۳، لوحی برنزی حاوی متن سونات «غول جدید» (۱۸۸۳) از اما لازاروس توسط دوستان شاعر اهدا شد. تا زمان بازسازی در سال ۱۹۸۶، این لوح در داخل پایه مجسمه نصب شده بود و پس از آن در موزه مجسمه آزادی در قسمت پایه قرار گرفت.[۱۳۲]
- لوح «غول جدید» همراه با لوحی است که در سال ۱۹۷۷ توسط کمیته یادبود اما لازاروس اهدا شد و زندگی این شاعر را گرامی می‌دارد.[۱۳۲]

در بخش غربی جزیره، گروهی از مجسمه‌ها برای گرامیداشت افرادی که ارتباط نزدیکی با مجسمه آزادی داشته‌اند، نصب شده‌اند. این افراد شامل دو آمریکایی—پولیتزر و لازاروس—و سه فرانسوی—بارتولدی، ایفل، و لابوله—هستند. این مجسمه‌ها اثر فیلیپ راتنر، مجسمه‌ساز اهل مریلند، می‌باشند.

## نامگذاری‌ها تاریخی
رئیس‌جمهور کالوین کولیج در سال ۱۹۲۴ رسماً مجسمه آزادی را به‌عنوان بخشی از یادبود ملی مجسمه آزادی تعیین کرد. این یادبود در سال ۱۹۶۵ گسترش یافت و جزیره الیس را نیز دربر گرفت.
سال بعد، مجسمه آزادی و جزیره الیس به‌طور مشترک در ثبت ملی مکان‌های تاریخی قرار گرفتند، و خود مجسمه به‌طور جداگانه در سال ۲۰۱۷ به این فهرست اضافه شد. در سطح ایالتی، یادبود ملی مجسمه آزادی در سال ۱۹۷۱ به فهرست اماکن تاریخی نیوجرسی اضافه شد، و در سال ۱۹۷۶ به‌عنوان یادمان تاریخی تعیین‌شده شهر نیویورک ثبت گردید.
در سال ۱۹۸۴، مجسمه آزادی به‌عنوان یک میراث جهانی شناخته شد. بیانیه «اهمیت» یونسکو این مجسمه را به‌عنوان «شاهکاری از روح انسانی» توصیف می‌کند که «به‌عنوان نمادی قدرتمند و الهام‌بخش برای تفکر، بحث و اعتراض در مورد ایده‌آل‌هایی همچون آزادی، صلح، حقوق بشر، الغای برده‌داری، دموکراسی و فرصت‌ها ماندگار است.»

## اندازه‌ها

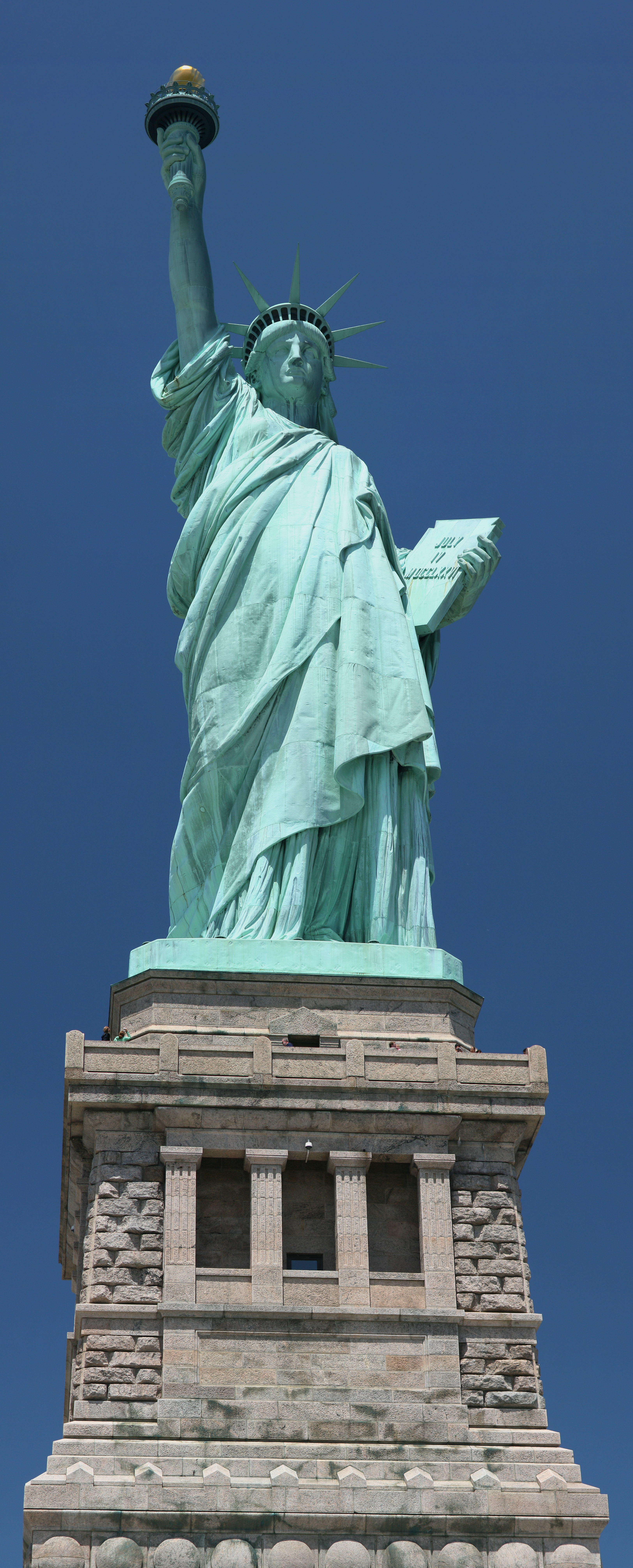
نمایی از زمین در جزیره آزادی

| ویژگی                                  | امپریالی       | متریک       |
| -------------------------------------- | -------------- | ----------- |
| ارتفاع مجسمه مسی                       | ۱۵۱ فوت ۱ اینچ | ۴۶ متر      |
| از پایه پیاده‌رو (سطح زمین) تا نوک مشعل | ۳۰۵ فوت ۱ اینچ | ۹۳ متر      |
| از پاشنه تا بالای سر                   | ۱۱۱ فوت ۱ اینچ | ۳۴ متر      |
| ارتفاع دست                             | ۱۶ فوت ۵ اینچ  | ۵ متر       |
| انگشت اشاره                            | ۸ فوت ۱ اینچ   | ۲٫۴۴ متر    |
| محیط در دومین بند انگشت                | ۳ فوت ۶ اینچ   | ۱٫۰۷ متر    |
| سر از چانه تا جمجمه                    | ۱۷ فوت ۳ اینچ  | ۵٫۲۶ متر    |
| ضخامت سر از گوش تا گوش                 | ۱۰ فوت ۰ اینچ  | ۳٫۰۵ متر    |
| فاصله عرضی چشم                         | ۲ فوت ۶ اینچ   | ۰٫۷۶ متر    |
| طول بینی                               | ۴ فوت ۶ اینچ   | ۱٫۴۸ متر    |
| طول بازوی راست                         | ۴۲ فوت ۰ اینچ  | ۱۲٫۸ متر    |
| بیشترین ضخامت بازوی راست               | ۱۲ فوت ۰ اینچ  | ۳٫۶۶ متر    |
| ضخامت کمر                              | ۳۵ فوت ۰ اینچ  | ۱۰٫۶۷ متر   |
| عرض دهان                               | ۳ فوت ۰ اینچ   | ۰٫۹۱ متر    |
| طول لوح                                | ۲۳ فوت ۷ اینچ  | ۷٫۱۹ متر    |
| عرض لوح                                | ۱۳ فوت ۷ اینچ  | ۴٫۱۴ متر    |
| ضخامت لوح                              | ۲ فوت ۰ اینچ   | ۰٫۶۱ متر    |
| ارتفاع پایه                            | ۸۹ فوت ۰ اینچ  | ۲۷٫۱۳ متر   |
| ارتفاع فونداسیون                       | ۶۵ فوت ۰ اینچ  | ۱۹٫۸۱ متر   |
| وزن مس به‌کاررفته در مجسمه              | ۶۰٬۰۰۰ پوند    | ۲۷٫۲۲ تن    |
| وزن فولاد به‌کاررفته در مجسمه           | ۲۵۰٬۰۰۰ پوند   | ۱۱۳٫۴ تن    |
| وزن کل مجسمه                           | ۴۵۰٬۰۰۰ پوند   | ۲۰۴٫۱ تن    |
| ضخامت پوشش مسی                         | ۳/۳۲ اینچ      | ۲٫۴ میلی‌متر |

## نیویورک یا نیوجرسی؟

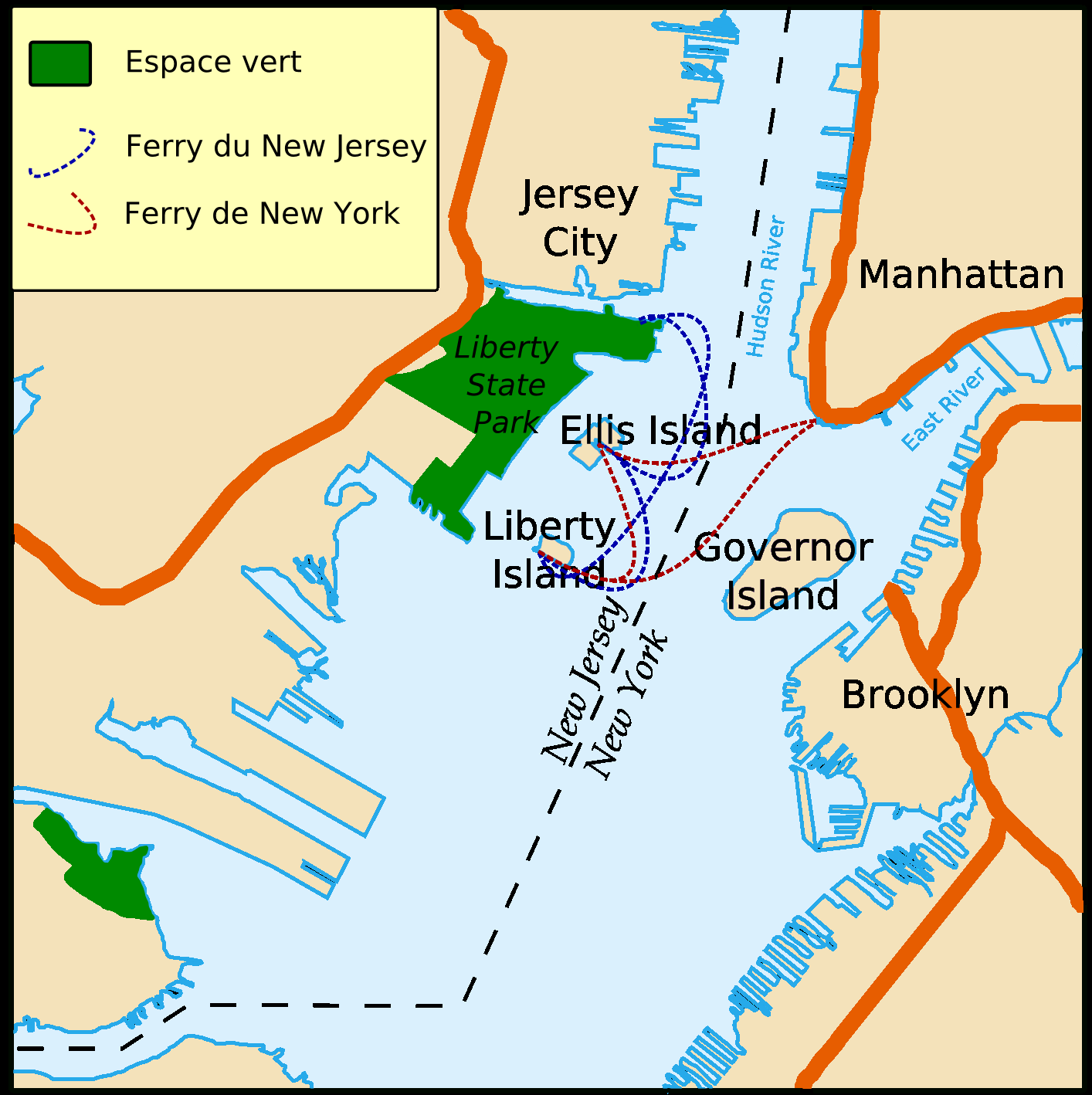
نقشه نشان‌دهنده موقعیت تندیس آزادی، که نشان می‌دهد لیبرتی آیلند به نیوجرسی نزدیک‌تر است.

از آنجا که لیبرتی آیلند در بخشی از رود هادسن که به ایالت نیوجرسی متعلق است قرار دارد، مالکیت تندیس جنجال‌برانگیز بوده است. در سال ۱۹۸۷، فرنک جی. گوارینی نماینده دموکرات از نیوجرسی و جرالد مک‌کان، شهردار پیشین جرزی سیتی، علیه شهر نیویورک شکایتی تنظیم کردند و ادعا داشتند که با توجه به واقع شدن لیبرتی آیلند در بخش نیوجرسی از رود هادسن، نیوجرسی باید مالکیت لیبرتی آیلند را داشته باشد. این جزیره، تحت حوزه قضایی فدرال، از جرزی سیتی ۶۰۰ متر و از نیویورک ۳ کیلومتر فاصله دارد. دیوان عالی تصمیم گرفت که به این پرونده رسیدگی نکند، بنابراین وضعیت حقوقی قسمت‌های بالای آب جزیره تغییری نکرد. با وجود این، حقوق کنار رودی زمین‌های زیر آب که کنار تندیس هستند، متعلق به ایالت نیوجرسی است. جزایر بندر نیویورک، از زمان صدور منشور استعماری در سال ۱۶۶۴ که نیوجرسی را ایجاد کرد، بخشی از شهر نیویورک بوده‌اند و همانطور که طبق معمول به دنبال آن، مرزی در میان رود هادسن ترسیم نشد. هرچند، مرز حقوق دریایی بعداً در وسط کانال ترسیم شد.
خدمات پارک فدرال، مشخص می‌کند که تندیس آزادی در لیبرتی آیلند، جزیرهٔ دارایی فدرال تحت اداره سازمان پارک‌های ملی قرار دارد و جزیره به دلیل قراردادی میان دولت‌های ایالتی نیویورک و نیوجرسی که توسط کنگره در سال ۱۸۳۴ صادر شد، رسماً در محدودهٔ قلمروی ایالت نیویورک قرار دارد.

## بازنمایی‌ها

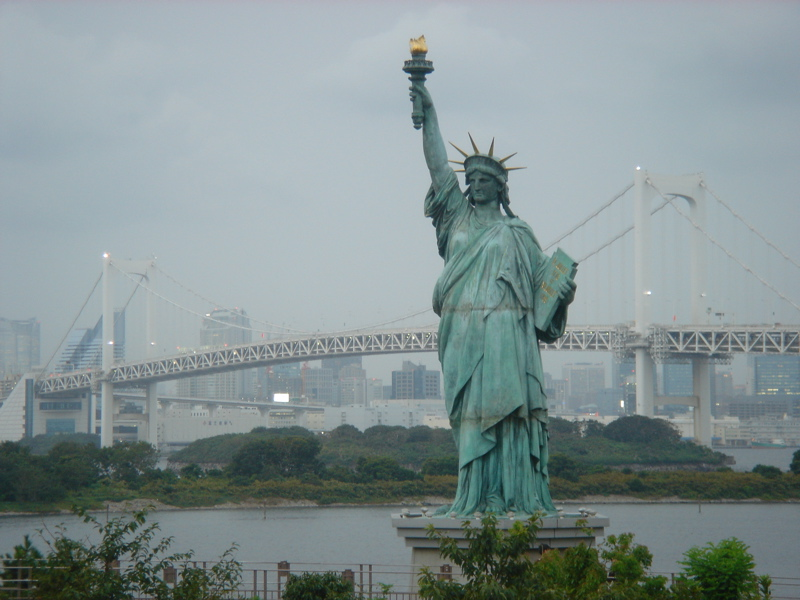
ماکتی از تندیس آزادی در اودایبا در خلیج توکیو، با پس‌زمینهٔ پل رنگین‌کمان.

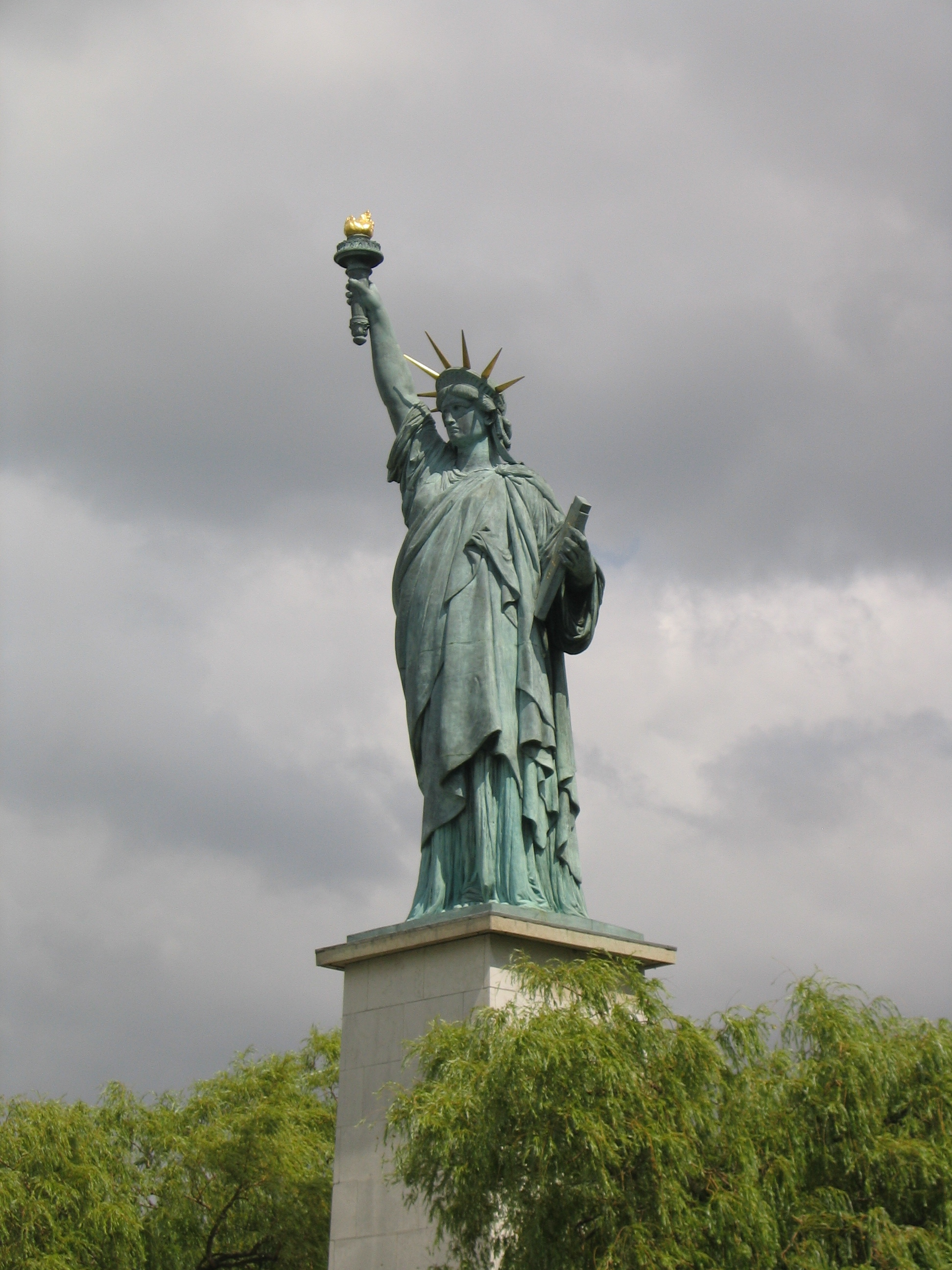
ماکتی از تندیس آزادی در پاریس.

صدها نمونهٔ مشابه و بدل از مجسمه آزادی در سراسر جهان به نمایش گذاشته شده است. یک نسخهٔ کوچک‌تر مجسمه، که اندازه‌اش یک‌چهارم ارتفاع مجسمه اصلی است، توسط جامعه آمریکاییان پاریس به آن شهر اهدا شده است و اکنون در جزیرهٔ قو، رو به غرب و به سمت خواهر بزرگ‌ترش قرار گرفته است. یک ماکت مشابه به ارتفاع ۳۰ فوت (۹٫۱ متر)، سال‌ها در بالای انبار آزادی در خیابان ۶۴اُم  غربی در منهتن قرار داشت؛ که اکنون به موزه بروکلین منتقل شده است. در یک ادای احترام میهن‌پرستانه، پیشاهنگی پسران آمریکا، به عنوان بخشی از کمپین «تقویت بازوی آزادی» در سال‌های ۱۹۴۹–۱۹۵۲، حدود دویست ماکت مسی از مجسمه آزادی با ارتفاع ۱۰۰ اینچ (۲٫۵ متر)، را به ایالت‌ها و شهرداری‌های سراسر ایالات متحده اهدا کردند. در سال ۱۹۸۹ و در جریان اعتراضات میدان تیان‌آن‌من در چین، معترضان یک پیکرهٔ الهه دموکراسی را با الهام از سنت‌های دموکراتیک فرانسوی برپا کردند؛ گرچه این پیکرهٔ موقت شبیه به تندیس آزادی بود، ولی از روی عمد از تقلید مستقیم آن پرهیز شده بود. در میان دیگر بازنمایی‌های سازه‌های معروف در شهر نیویورک، یک کپی از تندیس آزادی که بخشی از نمای بیرونی هتل و کازینوی نیویورک-نیویورک در لاس وگاس است، وجود دارد.
مجسمه آزادی به عنوان یک نماد آمریکایی، بر روی سکه‌ها و تمبرهای این کشور به تصویر کشیده شده است. نگارهٔ این تندیس بر روی سکه‌های یادبود صادر شده به مناسبت صدمین سالگرد افتتاح تندیس در سال ۱۹۸۶ و روی کوارترهای ۵۰ ایالت که سال ۲۰۰۱ در نیویورک ضرب شدند، درج شده بود. تصویری از تندیس برای سکه‌های شمش پلاتین عقاب آمریکایی در سال ۱۹۹۷ انتخاب شد و پشت سکه‌های در گردش دلار ریاست جمهوری قرار گرفت. در حال حاضر هم دو تصویر از مشعل مجسمه بر روی اسکناس ده دلاری آمریکا کشیده شده است. در سال ۲۰۱۰ عکس قسمتی از تندیس آزادی روی یک تمبر دائمی درج شد؛ که بعداً مشخص شد تصویر متعلق به ماکت تندیس در کازینو لاس وگاس بوده است.
تصاویر تندیس آزادی توسط بسیاری از مؤسسات منطقه ای استفاده شده است. بین سال‌های ۱۹۸۶ و ۲۰۰۰، ایالت نیویورک پلاک‌هایی با طرح کلی تندیس صادر می‌کرد. در اتحادیه ملی بسکتبال زنان، باشگاه آزادی نیویورک هم از نام تندیس و هم از شکل آن در لوگوی خود استفاده می‌کند، که در آن شعلهٔ مشعل همانند توپ بسکتبال نقش شده. نیویورک رنجرز در لیگ ملی هاکی از سال ۱۹۹۷، سر تندیس را بر روی کیت سوم خود به تصویر می‌کشد. مسابقات چهار فینال بسکتبال مردان که اتحادیه ملی ورزش دانشگاهی در سال ۱۹۹۶ تدارک دیده بود، در مجتمع ورزشی میدولنز نیوجرسی برگزار شد و تندیس آزادی‌بخشی از لوگوی آن بود. حزب لیبرترین ایالات متحده نیز از این مجسمه در نشان خود استفاده می‌کند.
تندیس آزادی موضوعی رایج در فرهنگ عامه است. در موسیقی، هم برای نشان دادن پشتیبانی از سیاست‌های ایالات متحده آمریکا نمایش داده می‌شود – مانند ترانه‌ای از توبی کیت در سال ۲۰۰۲ با عنوان «فروتنی سرخ، سفید و آبی (آمریکایی خشمگین)» – و هم در مخالفت با این سیاست‌ها – مانند جلد آلبوم زمانه بد برای دموکراسی اثر دد کنیدایز، که به دولت ریگان اعتراض می‌کرد. در فیلم و سینما، مشعلِ تندیس نقطهٔ اوج فیلم خرابکار محصول ۱۹۴۲ به کارگردانی آلفرد هیچکاک بود. این تندیس یکی از مشهورترین سکانس‌های سینمایی خود را مدیون فیلم سیارهٔ میمون‌ها محصول سال ۱۹۶۸ است، که در آن نیمه مدفون در میان شن به نمایش درآمده. در فیلم علمی-تخیلی روز استقلال تندیس شکسته شد و در کلاورفیلد سر از تن آن جدا شد. در رمان زمان و دوباره اثر جک فینی محصول ۱۹۷۰، که در اوایل دهه ۱۸۸۰ در پارک میدان مدیسون می‌گذرد، بازوی راست تندیس نقش مهمی در داستان ایفا می‌کند. رابرت هولدستاک، ویراستار مشاور دانشنامه علمی تخیلی، در سال ۱۹۷۹ با تعجب بیان کرد:
داستان‌های علمی تخیلی بدون مجسمه آزادی کجای کارند؟ برای دهه‌ها بر فراز زمین‌های لم‌یزرع و متروک یا فرو ریخته - که غول‌ها آن را ریشه‌کن کرده‌اند، بیگانگان آن را کاویدند و… – نماد آزادی، و خوش‌بینی، به نمادی از دیدگاه بدبینانهٔ علمی تخیلی به آینده بدل شده است.

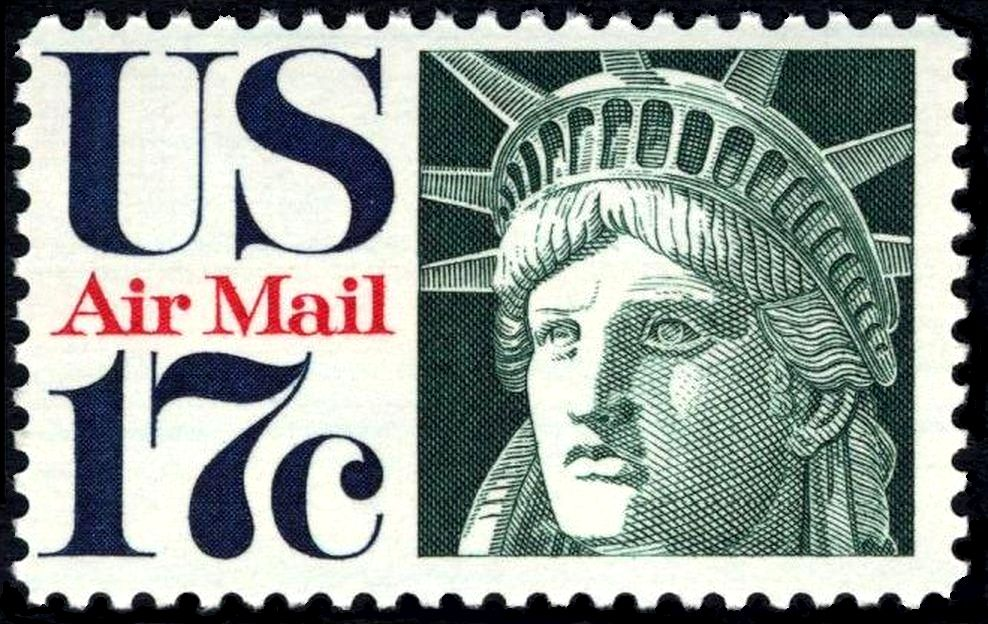
سر تندیس آزادی در یک تمبر پست هوایی، ۱۹۷۱
پشت یک سکهٔ ریاست جمهوری